# Storia dell'Unione Calcio Sampdoria
Questa voce tratta la storia dell'Unione Calcio Sampdoria.

## Storia

### Le origini

#### Sampierdarenese e Andrea Doria

Una formazione della Sampierdarenese nel campionato di Serie A 1933-1934

La Società Ginnastica Comunale Sampierdarenese, fondata nel 1891, aprì la sua sezione calcio nel 1899. Dopo alcuni campionati nelle categorie inferiori, nel 1919 la società assorbì l'Associazione del Calcio Ligure, conquistando così il diritto a iscriversi alla massima serie.
«La fusione Doria-Samp, è in atto. Strane vicende della vita. Anche sportiva. Un giorno ai gerarchi prese l'uzzolo di fondere Doria e Samp per fare posto a chi più loro interessava e commisero praticamente un reato di "lesa personalità" aggravandolo con la beffa del nome dato alla nuova creatura nata dal pateracchio. Ricordate? La Dominante. E i fusi si vendicarono nell'unico modo consentito: facendosi dominare. Così successe che ad un dato momento ognuno riprese la sua strada: la Samp fanfara in testa, la Doria nell'ombra più raccolta. Ora il destino riporta sardo e testardo la stessa fonte. Ma la Doria ha un programma quasi americano. Non per nulla vi ronzano attorno i fratelli Rissotto. Si dice che il Genoa si sia presentato ai rossoneribiancoblù con tre milioni e mezzo. Ce lo date Fiorini? No han detto, i biancoblurossoneri. Fossimo matti. C'è il Napoli che ha spedito su un emissario con cinque milioni e mezzo...E noi ne vogliamo sei. Ma perché lo vendono Fiorini se deve nascere questa grande squadra? Comunque, anche senza Fiorini, la grande squadra dovrebbe scaturire dai cervelli vulcanici dei Sanguineti, dei Corti, dei Tredici, dei Lari, dei Parodi, cui si aggiungono le vecchie volpi Buttignol e Cornetto. Due portieri di gran classe Lusetti e Bonetti, tre terzini di schietto rilievo: Battaia, Sacchetti, Parena; sei mediani (a proposito da qualche giorno bazzica per Genova il lungo scarsocrinito Milani...) Gramaglia, Bertoni, Bertani, Diotallevi, Sandroni, Castignani, più l'eventuale acquisto; una serie di avanti capitanati da Baldini, con Bassetto, Conti II, Carissimi, Di Piazza, Frugali, Castelli, Ventimiglia, Parodi, Braga, Parvis, Opisso. C'è da sfrontare. Anzi bisognerà sfrontare».
—Edgardo D'Apua, Il Secolo XIX, 11 luglio 1946
Anche i ginnasti della Andrea Doria, fondata nel 1895, iniziarono ad allargare le discipline praticate, dedicandosi pure al calcio e occupando a tale scopo lo spazio dell'attuale piazza Verdi, di fronte al quale si stava costruendo la stazione di Genova Brignole. L'Andrea Doria non partecipò ai primi campionati organizzati dalla Federazione Italiana del Football (F.I.F.) poiché si iscrisse invece ai tornei di calcio organizzati direttamente dalla Federazione Italiana di Ginnastica, alla quale appunto aderiva, ma tra le sue file militò dal 1902 per diversi anni Francesco Calì, primo capitano della Nazionale italiana. Esordì in campionato il 9 marzo 1902 e partecipò alle edizioni seguenti fino al 1913.
Il 27 luglio 1927, per volere del regime fascista, le formazioni dell'Andrea Doria e della Sampierdarenese vennero fuse dando vita alla formazione dell'Associazione Calcio La Dominante, che nel 1930 assunse il nome di Foot Ball Club Liguria. Successivamente, nel 1931, il FBC Liguria retrocedette in terza serie e per questo motivo il club si disgregò: rinacquero così Sampierdarenese e Andrea Doria, le quali ripresero separatamente l'attività. La Sampierdarenese riuscì a tornare nella massima serie al termine della stagione 1933-1934, ma il 15 luglio 1937, dopo una riunione alla "casa del Fascio", fu costretta ad assumere la denominazione Associazione Calcio Liguria, pur mantenendo i suoi colori sociali, a seguito dell'assorbimento di Corniglianese e Rivarolese; l'Andrea Doria, intanto, percorse il suo cammino in Serie C fino al suo scioglimento nel 1941. Il club doriano venne ricostituito nel 1944, mentre la Sampierdarenese riottenne il nome storico l'anno successivo.

#### La nascita della Sampdoria
Dopo che la seconda guerra mondiale aveva impedito lo svolgersi dei regolari campionati di calcio nel biennio 1943-1944, nel 1945 la Sampierdarenese e l'Andrea Doria ritornarono in attività. Al termine della Divisione Nazionale 1945-1946 l’Andrea Doria si classificò al 10º posto nel girone di Serie A Alta Italia, mentre la Sampierdarenese si piazzò in 14ª e ultima posizione. La Sampierdarenese doveva, pertanto, essere esclusa dalla successiva edizione della Serie A per esaurimento dei posti previsti dal regolamento dei campionati allorquando, a seguito della riunificazione delle leghe nazionali Nord e Sud, venne deciso di privilegiare i titoli sportivi acquisiti nel tempo: sicché al nuovo campionato di serie A con 20 squadre a girone unico fu ammessa la Sampierdarenese, in virtù della passata stagione giocata come AC Liguria, a discapito dell’Andrea Doria, la quale era stata riammessa in massima serie come risarcimento per la fusione coatta nella Dominante. La cosa prese alla sprovvista i doriani che avevano già acquistato, per la considerevole cifra di 3 200 000 lire, dal Vicenza l’emergente Adriano Bassetto. Si venne così a creare una situazione imbarazzante: la Sampierdarenese era in serie A ma con una situazione economico-finanziaria disastrata, mentre la "ricca" Andrea Doria risultava retrocessa d’ufficio in Serie B. Dopo una serie di incontri, le dirigenze dei due club si accordarono, pertanto, per unire le proprie forze.

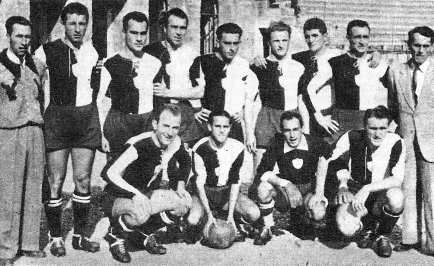
La formazione dell'Andrea Doria che scese in campo a Milano, il 14 ottobre 1945, per affrontare l'Inter nella 1ª giornata della Divisione Nazionale, l'ultimo torneo disputato prima della fusione con la Sampierdarenese.

La nuova società, l'Unione Calcio Sampierdarenese-Doria detta "Sampdoria", fu costituita il 12 agosto 1946, con la definitiva fusione fra l'Andrea Doria e la Sampierdarenese; inizialmente la dizione prevista era "Doria-Sampierdarenese" (Doria-Samp). Il primo presidente fu Piero Sanguineti, che fu presto sostituito dall'ambizioso imprenditore Amedeo Rissotto, mentre il primo allenatore fu il fiorentino Giuseppe Galluzzi. La Sampdoria fu ammessa immediatamente in Serie A, in virtù del titolo sportivo di massima categoria ereditato dalla Sampierdarenese, mentre l'Andrea Doria fornì le risorse sportive ed economiche.
Nello stesso mese, la nuova società andò a giocare sul terreno di gioco dello Stadio Luigi Ferraris
Per la nuova società, fu studiata una maglia che unisse i colori di entrambe le squadre: il bianco e blu dell'Andrea Doria, con il bianco, rosso e nero della Sampierdarenese. Ne venne fuori una divisa assolutamente unica, sicuramente la più originale di quelle presenti nell'intero panorama calcistico nazionale: una maglia blu inframezzata da due strisce bianche, una rossa e una nera, con lo stemma di Genova (la croce di San Giorgio) al centro. Il simbolo della squadra è invece composto da un fascio di strisce blucerchiate poste in diagonale, al centro delle quali vi è posta una silhouette nera raffigurante il volto di un tipico pescatore genovese stilizzato con barba, berretto caratteristico, pipa e capelli al vento. Tale figura è chiamata in dialetto genovese "baciccia".

#### L'esordio e il primo derby
La prima partita della Sampdoria fu giocata il 22 settembre 1946 a Roma, presso il vecchio Stadio Nazionale. La prima formazione blucerchiata fu la seguente: Bonetti in porta; Borrini, Bertani e Zorzi in difesa; Gramaglia (primo capitano della Sampdoria), Fattori, Bassetto e Fiorini a centrocampo; Fabbri, Baldini e Frugali in attacco.
La partita si concluse 3-1 per la Roma, con il primo storico gol blucerchiato siglato da Bassetto, che sarebbe rimasto alla Samp fino al 1953, diventandone la prima bandiera. Per la formazione di casa, decise il fenomenale Amadei, un altro grande del calcio italiano, con ben tre marcature.

La prima Sampdoria, stagione 1946-1947. Da sinistra, in piedi: Bassetto, Gramaglia, Fabbri, Bovoli, Fattori, Fiorini, Pischianz; accosciati: Frugali, Baldini, Lusetti, Zorzi.

Nello stesso anno, la Sampdoria affrontò per la prima volta il Genoa, nel primo storico derby di Genova. Si giocò in uno stadio gremito, il 3 novembre 1946: 3-0 il risultato per i blucerchiati, con le marcature di Baldini, Fiorini e Frugali. Nella partita di ritorno, fu ancora la Sampdoria ad avere la meglio; 3-2 al fischio finale, con doppietta di Bassetto e gol di D'Alconzo: l'autogol di Piacentini e la marcatura di Dalla Torre non bastarono ai rossoblù.
Un altro risultato memorabile fu certamente la vittoria conseguita contro il Milan il 13 ottobre 1946, alla quarta giornata: dopo un iniziale svantaggio, siglato dal rossonero Gimona, i blucerchiati riuscirono a recuperare il risultato con una doppietta, tra primo e secondo tempo, del solito Baldini.

#### I primi campionati
Complessivamente, le prime due stagioni videro piazzarsi la Sampdoria nelle ultime posizioni, riuscendo comunque a ottenere la salvezza; all'esordio nella massima competizione nazionale, i blucerchiati non sfigurarono, terminando a un più che onorevole decimo posto, traguardo non trascurabile vista la giovinezza della società. Il buon piazzamento in classifica fu soprattutto merito di Baldini e Bassetto, autori rispettivamente di 18 e 13 marcature: furono soprannominati "i gemelli del gol", titolo successivamente assunto da Vialli e Mancini ai tempi dello storico scudetto del 1991.

La Sampdoria che conquistò il quinto posto nella stagione 1948-1949, qui ritratta dopo la vittoria per 5-1 nel derby disputato il 17 ottobre 1948. Da sinistra, in piedi: Curti, La Penna, l'allenatore Baloncieri, Zorzi, Rebuzzi, il massaggiatore Pelizza, Baldini, Bassetto, il magazziniere Frugone, Gramaglia; accosciati: Lusetti, Coscia, Bertani.

Poi, dopo un anno caratterizzato da una difficile salvezza, la Sampdoria sorprese tutti, piazzandosi al quinto posto. La stagione 1948-1949 fu quella dell'attacco con Baldini e Bassetto che assunsero il ruolo di autentici protagonisti, contribuendo decisamente alla quinta posizione in graduatoria. Grazie ai buoni risultati ottenuti, la Sampdoria vide aumentare l'interesse nazionale nei propri confronti: esso fu dimostrato dalla prima convocazione di un calciatore blucerchiato in Nazionale A. Infatti, nel 1949, grazie alle sue ottime prestazioni con la casacca blucerchiata, Baldini fu convocato in Nazionale per l'amichevole contro il Portogallo: ovviamente, si trattò dell'esordio del primo calciatore sampdoriano con la maglia azzurra. La partita, nella quale il giocatore partì da titolare e alla quale assistette il primo presidente della Repubblica, Enrico De Nicola, si giocò al Luigi Ferraris: 4-1 per gli azzurri il risultato finale.
La formazione tipo di quella stagione era costituita da: Lusetti in porta; Gratton, Arrighini, Gaerd e Bertani in difesa; Coscia, Lucentini, Gei e Bassetto sulla linea mediana; Lorenzo e Sabbatella come centravanti.

#### Da Rissotto a Parodi
Nel 1949, la Sampdoria ebbe un nuovo presidente: era Aldo Parodi, uomo ambizioso già presidente dell'Andrea Doria ai tempi della fusione; sembrò che con Parodi ci potesse essere un ulteriore salto di qualità, ma la realtà fu differente. Infatti, nella stagione successiva, la squadra non andò oltre il tredicesimo posto.

### Anni 1950

#### Risultati altalenanti
Dopo il buon piazzamento di due anni prima, la Sampdoria aveva attirato un sempre maggior numero di tifosi, come ad esempio molti di quei genovesi che non si erano mai interessati alle sorti dei colori rossoblù. Così, si crearono sempre maggiori aspettative da parte dei supporter blucerchiati, il cui sostegno non fu però ricompensato da parte della squadra e dell'allora presidente Parodi.

Una formazione della Sampdoria nella stagione 1951-1952. Da sinistra, in piedi: Oppezzo, Coscia, Bergamo, Moro, Ballico, Fommei; accosciati: Sabbatella, Lorenzo, Podestà, Gei, Gratton.

Il decennio si aprì con un dodicesimo posto, frutto di una non ottima campagna acquisti, il cui culmine fu raggiunto con la cessione di Giuseppe Baldini ai rivali del Genoa. Arrivarono sì Gei e Sabbatella, autori di alcuni gol importanti, e in quella stagione la subì 76 reti: nessuno, neppure il Genoa ultimo in classifica e retrocesso in Serie B, fece peggio. Inoltre, l'era dell'"attacco atomico" era terminata, con un bottino di 51 reti, piuttosto misero, se si pensa che l'organizzazione difensiva non era certo quella di oggi.
Il presidente Parodi capì finalmente che la difesa necessitava di una radicale trasformazione: dal Novara giunse il collaudato mediano Oppezzo; dalla Lucchese Moro, il portiere delle pazzie, delle papere e dei miracoli per eccellenza; dal Livorno il centromediano-mastino Fommei. E la campagna acquisti diede i frutti sperati: da una parte, un buon numero di realizzazioni, mentre dall'altra sole 40 reti subite. La stagione 1951-1952 terminò con un soddisfacente settimo posto, che permise il necessario miglioramento dei rapporti tra presidente e tifosi, che avevano in precedenza mostrato un po' di delusione per lo scarso rendimento della squadra.

#### I successi di Ravano
L'anno successivo, nel quale i tifosi si aspettavano che ci potesse essere un ulteriore miglioramento, fu invece avaro di successi. Anzi, per la prima volta la Sampdoria fu coinvolta nella lotta per non retrocedere: alla fine, solo due preziose vittorie (rispettivamente contro l'Inter, 2-0 in trasferta, e contro il Palermo, 4-1 a Marassi) permisero alla società di rimanere nella massima serie. Nell'estate del 1953, il presidente Aldo Parodi si fece da parte e fu sostituito da Alberto Ravano, la cui lunga presidenza (durata otto anni) fu caratterizzata soprattutto da buoni risultati.

Il rigore di Conti nel 5-1 blucerchiato alla Juventus del 30 gennaio 1955.

L'avvento di Ravano apportò molti benefici alla società blucerchiata. Nonostante la partenza del bomber Bassetto (196 presenze e 93 gol con la Sampdoria), i tifosi non potevano che essere felici per il mercato estivo, con l'arrivo di giocatori tra cui Testa, possente centravanti, Podestà, buon difensore, Tortul, estroso centrocampista e Baldini, ritornato e "perdonato" dopo gli anni con la casacca rossoblù dei concittadini genoani. Alla fine, la Samp arrivò ottava, dietro solo alle squadre decisamente più forti e organizzate.
La stagione seguente, quella 1954-1955, caratterizzata dalle ottime prestazioni del giovane difensore Bernasconi, che sarebbe poi diventato una bandiera blucerchiata, fu abbastanza buona: il nono posto finale, accompagnato da convincenti prove offerte contro le grandi (specialmente la Juventus), accontentò l'ambiente sampdoriano. In particolare, memorabile fu il match giocato a Marassi il 30 gennaio 1955 contro i bianconeri: 5-1 il risultato finale, con reti di Rosa, Ronzon, Baldini, Tortul e Conti (rig.) per la Samp, e il gol di Bronèe per i torinesi.

#### I primi colpi di mercato: da Firmani a Vicini

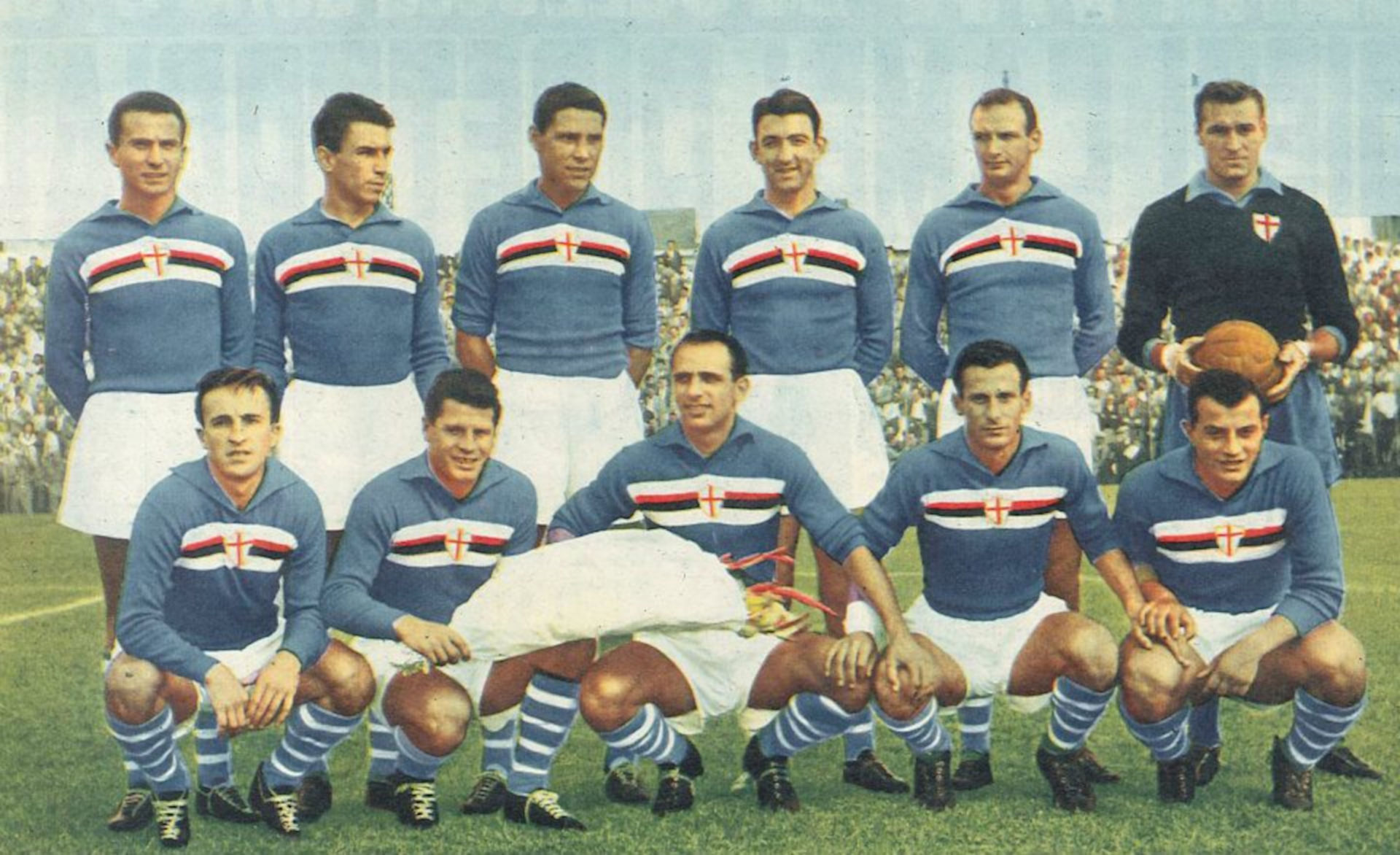
Una formazione della Sampdoria nella stagione 1956-1957. Da sinistra, in piedi: Vicini, Arrigoni, Ocwirk, Firmani, Martini, Bardelli; accosciati: Agnoletto, Farina, Agostinelli, Tortul, Bernasconi.

Dopo il buon piazzamento della squadra, il presidente Ravano decise di rafforzare ulteriormente la squadra: il colpo di mercato della Sampdoria fu il bomber Eddie Firmani: le sue 18 reti in 29 partite, insieme alle grandi prestazioni della squadra e soprattutto del fantasioso Tortul, permisero al Doria di ottenere il sesto posto finale. Non sono mai riusciti a superare i concittadini: all'andata una sconfitta per 2-1, mentre al ritorno, giocato "in casa", un noioso 0-0.
Nel luglio del 1956, Alberto Ravano portò a Genova il primo straniero di grande valore, Ernst Ocwirk, regista e capitano dell'Austria. Il suo arrivo fu accompagnato da quello del giovane centrocampista Azeglio Vicini, oggi conosciuto soprattutto per avere allenato, alla fine degli anni 1980, la Nazionale italiana. L'annata fu contraddistinta dalle grandi vene realizzative di Firmani e di Ocwirk, autori rispettivamente di undici e dieci gol, ma anche da una difesa "ballerina", che risultò la più battuta dopo quelle del Palermo e dell'Udinese. Il quinto posto finale risultò abbastanza sorprendente, visto il grande numero di reti subite, ma l'elevato numero di marcature permise alla Samp di ovviare alle carenze difensive.

#### I tempi di "Tito" Cucchiaroni
L'annata 1957-1958 vide i blucerchiati lottare per non retrocedere. La squadra, allenata da Lajos Czeizler, ottenne la salvezza solo all'ultima giornata, con una netta vittoria sul Torino per 4-0. Per l'ennesima volta, la difesa risultò essere la più battuta di tutta la Serie A: furono ben 62 le volte in cui "si dovette raccogliere la palla in fondo al sacco". La vittoria, da parte della Primavera, del Torneo di Viareggio, non influì sulle scelte di Ravano: decise quindi di rimpiazzarlo e di sostituirlo con Eraldo Monzeglio.

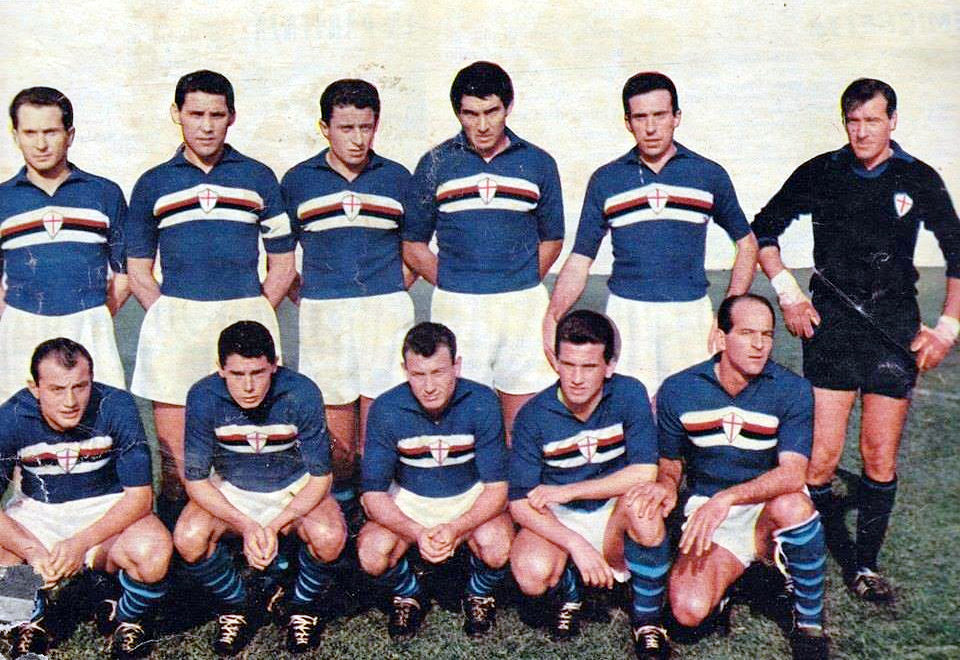
Una formazione della Sampdoria nella stagione 1959-1960. Da sinistra, in piedi: Vicini, Ocwirk, Milani, Vincenzi, Bergamaschi, Bardelli; accosciati: Bernasconi, Mora, Tomasin, Recagno, Cucchiaroni.

Il presidente fece la scelta giusta. La cessione del bomber Firmani all'Inter, portò, oltre a congrui ricavi nelle casse blucerchiate, anche Vincenzi, difensore destinato a vestire la maglia del Doria per altri dieci anni. Il suo arrivo fu accompagnato da quelli di "Tito" Cucchiaroni e di Milani, tutti e due provenienti dalle squadre milanesi, e da quelli di importanti giovani cresciuti nelle giovanili, come Grabesu e Vergazzola. Pochi gol subiti e un discreto numero di marcature, soprattutto da parte di Cucchiaroni e Milani (rispettivamente 10 e 11 reti), fruttarono un quinto posto dietro alle grandi del calcio italiano.
Gli anni 1950 si conclusero con un altro ottavo posto, determinato da prestazioni piuttosto altalenanti. L'arrivo dello svedese Skoglund, autore di sette reti, e le buone partite disputate da Ocwirk e Cucchiaroni, non bastarono per confermare la quinta posizione in graduatoria dell'anno prima. Sicuramente, un ruolo importante per la non bella stagione blucerchiata ebbe l'infortunio del bomber Milani, che s'infortunò nella partita contro il Bologna, giocata il 22 novembre 1959, riportando la rottura dei legamenti: stette fuori fino a maggio 1960, e il colpo fu così duro per l'ambiente sampdoriano che furono perse le cinque partite seguenti a quella contro la compagine emiliana. L'unica "soddisfazione" della stagione fu la retrocessione dei non certo amati concittadini rossoblù, sconfitti abbastanza nettamente sia nel girone di andata, che in quello di ritorno.

### Anni 1960

#### L'arrivo di Brighenti e il quarto posto

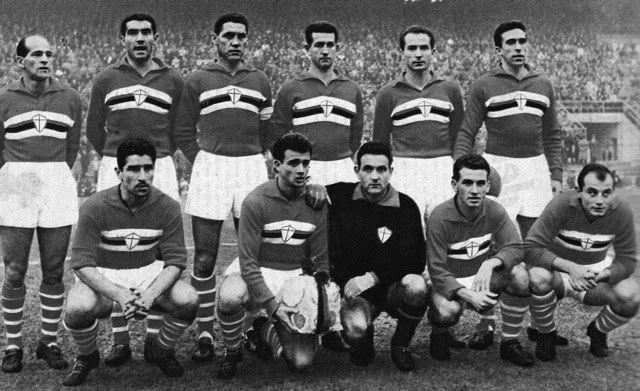
La Sampdoria della stagione 1960-1961 che chiuse al quarto posto della classifica. Da sinistra, in piedi: Cucchiaroni, Vincenzi, Ocwirk, Lojodice, Vicini, Bergamaschi; accosciati: Brighenti, Marocchi, Rosin, Recagno, Bernasconi.

L'ottavo posto conseguito nella stagione 1959-1960 non soddisfece del tutto l'ambizioso presidente Ravano che, seppure ai ferri corti con la tifoseria per alcune cessioni eccellenti, decise di acquistare l'ennesimo scarto dall'Inter: dopo Cucchiaroni e Skoglund, arrivò a Genova il nazionale Sergio Brighenti. Proprio l'attaccante modenese diventò l'emblema della straordinaria annata blucerchiata, culminata con il quarto posto, dietro alle "superpotenze" del calcio nostrano. Con 17 vittorie, 41 punti e soprattutto con le 27 reti siglate da Brighenti, la Sampdoria raggiunse uno storico piazzamento, che rimane al terzo posto tra le migliori posizioni raggiunte in Serie A dalla società genovese (dopo lo scudetto del 1991 e il terzo posto del 1994). Da sottolineare anche le prove offerte da Cucchiaroni, Ocwirk e Skoglund, il primo autore di otto segnature, mentre gli altri realizzarono insieme un discreto numero di reti.
Quella stagione fu però turbata da un piccolo caso, costituito dal continuo alternarsi tra i due portieri della rosa: l'esperto Rosin, alla Samp da qualche anno, e il giovane Sattolo, appena acquistato dall'Ivrea. Quest'ultimo godette della fiducia di Monzeglio fino alla terza giornata, quando, improvvisamente, l'allenatore gli preferì Rosin, che a sua volta dovette cedere il posto dopo la bruciante sconfitta di Catania. Alla fine, il "vecchio" portiere riacquistò definitivamente il suo posto da titolare, dopo l'imbarazzante prova offerta da Sattolo contro l'Udinese: la partita, giocata a Udine il 22 gennaio 1961, terminò con un perentorio 7-1.

#### Lolli Ghetti e l'inizio della lunga crisi

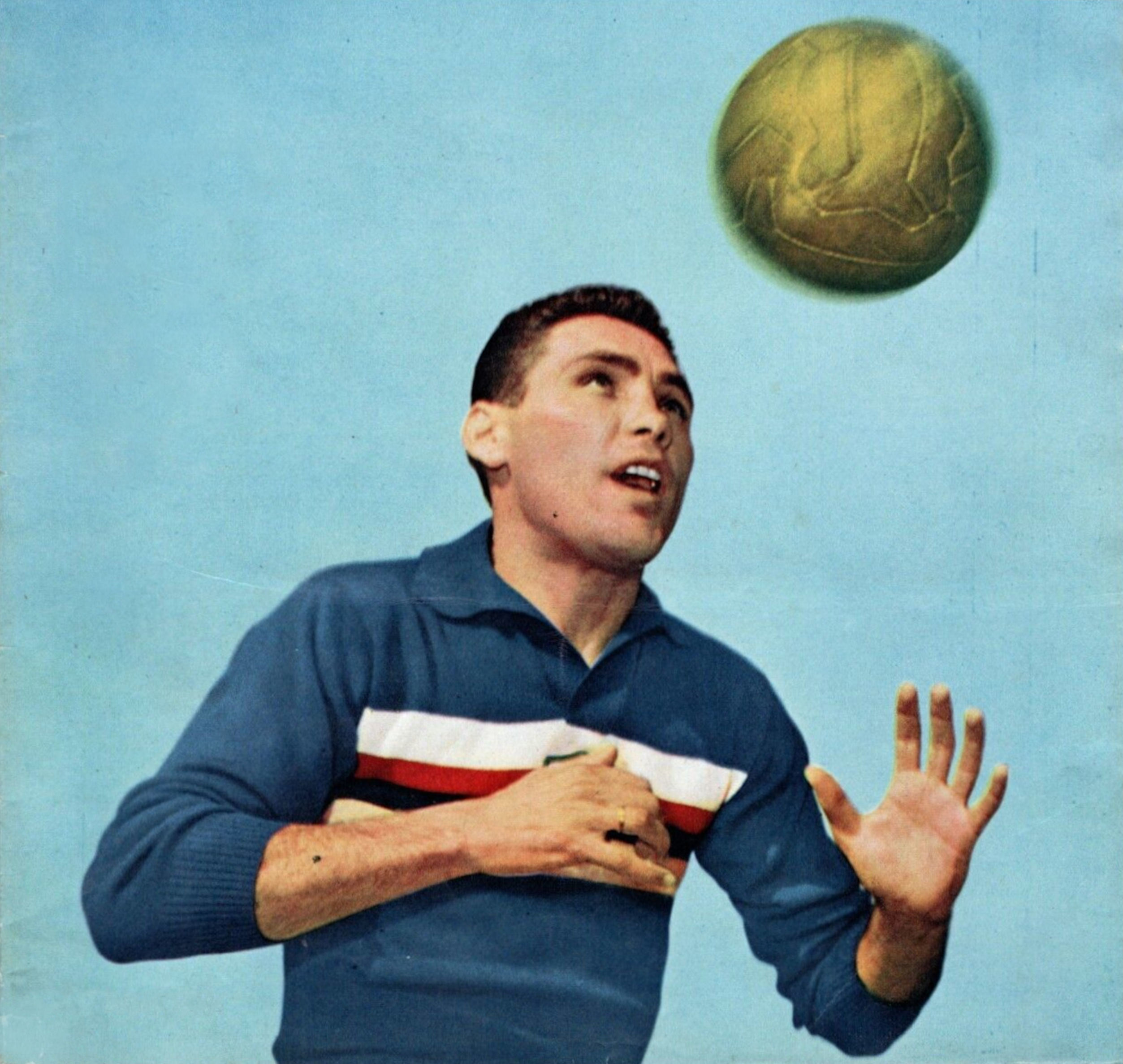
La bandiera Ernst Ocwirk, giocatore e poi allenatore blucerchiato dal 1956 al 1965.

Sembrava che il grande piazzamento dell'ultima stagione potesse risanare gli ancora tesi rapporti tra società e tifoseria, ma ciò non avvenne. I sostenitori blucerchiati continuarono a non apprezzare l'operato della società, fatto soprattutto di cessioni eccellenti; dunque, il presidente, sotto la pressione insostenibile della sua famiglia, che lo voleva vedere uscire dal mondo del calcio, decise, seppure a malincuore, di lasciare. Da parte della società, fu quindi convocata una speciale Commissione, che scelse, come successore di Ravano, il ricco armatore Glauco Lolli Ghetti. Il nuovo presidente, appena eletto, promise alla tifoseria, entusiasta dell'ambizioso ciociaro, che la squadra avrebbe lottato per lo scudetto. Ma non fu così. Dopo la conferma di Monzeglio e la partenza del grande "lottatore" Ocwirk, Lolli Ghetti portò a Genova gli esperti slavi Boskov e Veselinovic, la cui grande esperienza non bastò per confermare il risultato della stagione precedente. Anzi, il decimo posto finale fu considerato persino soddisfacente, visto che, a poche giornate dalla fine, la squadra era data per spacciata: solo la sostituzione di Monzeglio con Roberto Lerici permise alla Sampdoria di salvarsi, con un bottino di otto punti nelle ultime sei giornate.
La stagione 1961-1962 vide la prima partecipazione dei blucerchiati a un torneo internazionale, la Mitropa Cup: l'esordio europeo fu pessimo, visto che la squadra non riuscì neppure a superare il primo turno.

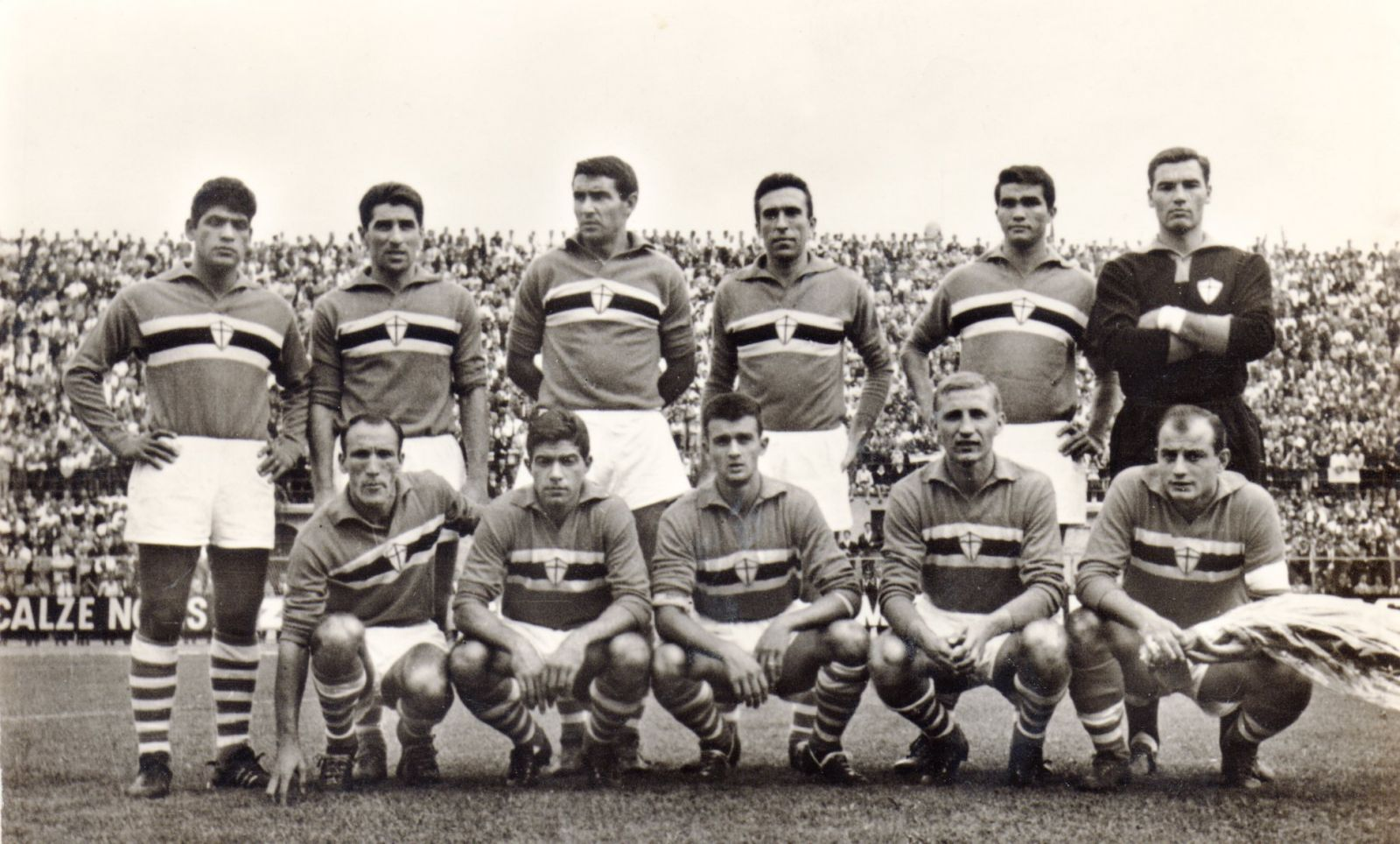
Una formazione della Sampdoria nella stagione 1962-1963. Da sinistra, in piedi: Toro, Brighenti, Vincenzi, Bergamaschi, China, Battara; accosciati: Delfino, Toschi, Marocchi, Maestri, Bernasconi.

L'annata 1962-1963, contraddistinta dall'arrivo del Jorge Toro, fu caratterizzata dall'uscita dalla Coppa delle Fiere, a seguito della sconfitta per 6-0 contro gli ungheresi del Ferencvaros. La Sampdoria non fece meglio in campionato. La sconfitta per 2-1 contro il Genoa, riportata alla quinta giornata, costò il posto a Lerici, che fu sostituito dalla vecchia bandiera blucerchiata Ocwirk, mandato via nel 1961 per incomprensioni col presidente. La salvezza matematica, che fu ottenuta a poche giornate dalla fine del campionato, fu raggiunta soprattutto grazie alle buone vene realizzative di Cucchiaroni e del brasiliano "China" Da Silva, quest'ultimo autore di tredici marcature. Invece, Brighenti non fu in grado di sfiorare neppure lontanamente i grandi risultati dell'anno prima: furono solo otto le reti per il calciatore modenese. Di conseguenza, il sudamericano risultò l'unica nota positiva della stagione, mentre Toro, indicato all'inizio come uomo in più della squadra blucerchiata, segnò solo tre gol (di cui due su rigore): alla fine, passò al Modena, dove rimase per sette anni. Invece, furono ottime le prestazioni dei giovani della Sampdoria, che conquistarono il Torneo di Viareggio.
Nell'estate del 1963, il presidente non rinforzò adeguatamente la squadra: le partenze di Cucchiaroni, Brighenti e Toro furono rimpiazzate esclusivamente dall'acquisto dell'ex genoano Barison, i cui 13 gol non bastarono per fare un buon campionato. Un pessimo finale di stagione costrinse la Sampdoria a giocarsi con il Modena lo spareggio per non retrocedere: la partita, disputata allo stadio San Siro di Milano il 7 giugno 1964, vide i blucerchiati prevalere per 2-0, con le reti di Barison e Salvi.

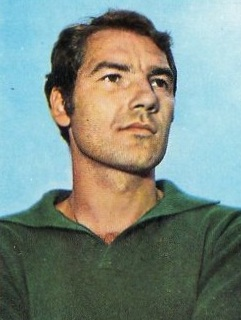
Pietro Battara, bandiera blucerchiata dal 1961 al 1972

La stagione seguente fu caratterizzata dall'arrivo di giocatori anziani e modesti. Il tridente offensivo creato da Ocwirk, formato da Da Silva, Sormani e Lojacono, non permise alla squadra di fare quel salto di qualità che era stato loro chiesto. Furono solo sedici i gol segnati dai tre sudamericani, di cui sette da Da Silva, l'unico che tenne a galla la debole formazione sampdoriana. Tuttavia, soltanto una buona difesa, che sopperì alla scarsa vena realizzativa degli attaccanti blucerchiati, permise alla Sampdoria di ottenere la salvezza. Alla fine, dopo il cambio di allenatore, che vide la sostituzione del tecnico austriaco con la vecchia bandiera Baldini, fu guadagnato il quattordicesimo posto, dietro alla Lazio per differenza reti (il numero di punti era infatti lo stesso) e davanti a Genoa, Messina e Mantova, salvandosi dalla retrocessione a scapito di queste ultime queste ultime retrocedettero in Serie B.

#### L'arrivo di De Franceschini e la prima retrocessione
Dopo avere raggiunto la salvezza, Lolli Ghetti si dimise dalla carica di presidente: al suo posto giunse Enrico De Franceschini, che provvide a confermare Giuseppe Baldini. Fra le sconfitte più pesanti c'è quella a opera della Fiorentina: la partita, giocata alla settima giornata, vide i toscani surclassare i genovesi con il risultato di 5-0. Il presidente, che aveva perso la fiducia in Baldini, decise di affiancargli l'esperto Fulvio Bernardini, che finì per sostituire definitivamente "Pinella" dopo alcune giornate. L'ex allenatore di Bologna e Fiorentina non riuscì a fare il miracolo di salvare la Sampdoria dalla retrocessione: nell'ultima giornata, i genovesi furono sconfitti dalla Juventus, mentre la SPAL, diretta concorrente per la salvezza, pareggiò, con una sorprendente rimonta, a Brescia. Il 2-2 finale è ancora oggi oggetto di molti sospetti, che si concentrano anche e soprattutto sul famoso arbitro Concetto Lo Bello, il quale diresse quella "strana" partita.
Nella terz'ultima giornata contro la Lazio in trasferta l'arbitro triestino Bernardis non concesse ai blucerchiati un rigore, definito "solare" da tutta la stampa nazionale, per un fallo del portiere Gori sul centravanti sampdoriano Ermanno Cristin. La mancata concessione del rigore risultò decisiva ai fini della lotta per non retrocedere: infatti, se la Samp avesse segnato il rigore e ottenuto la vittoria, avrebbe raggiunto la Lazio in classifica, facendo così un passo verso la salvezza.

#### La pronta risalita con Salatti

Marassi, 18 giugno 1967. La Sampdoria si appresta a terminare con una vittoria sull'Alessandria l'ottimo campionato disputato. Da sinistra, in piedi: Bernardini, Cristin, il prof. Chiappuzzo, Vincenzi, Garbarini, il presidente Salatti, il suo vice Colantuoni, Tentorio, Battara, il prof. Granato; accosciati: Sabatini, Frustalupi, Vieri, Francesconi, Salvi, Dordoni.

La retrocessione in Serie B portò il presidente De Franceschini a dare le dimissioni: al suo posto giunse Arnaldo Salatti, che provvide a confermare Bernardini e a rinforzare la squadra con alcuni buoni giocatori, tra i quali spiccavano Roberto Vieri e la punta Francesconi. L'annata fu contraddistinta da un entusiasmante duello tra la Samp e il Varese, vinto alla fine dalla squadra blucerchiata, che concluse la stagione al primo posto, con un bilancio di 20 vittorie, 14 pareggi e 4 sconfitte. Il capocannoniere della squadra fu Francesconi, autore di 20 gol, seguito da Salvi e Vieri, che segnarono rispettivamente 12 e 5 gol. Anche i concittadini rossoblù giocarono quel campionato cadetto, terminando alla fine al 12º posto, ma diedero non pochi dispiaceri alla squadra blucerchiata: il derby del girone d'andata vide un pareggio per 0-0, mentre al ritorno decise, per il Genoa, il capitano Rivara. L'ultimo match dell'anno fu giocato a Marassi il 18 giugno 1967: la partita, giocata contro la già retrocessa Alessandria, fu decisa da un gol dell'ariete blucerchiato Francesconi.
In ambito societario, ci fu un importante cambiamento il 23 marzo di quell'anno: l'associazione di persone Unione Calcio Sampierdarenese-Doria "Sampdoria" fu posta in liquidazione e sostituita dalla Unione Calcio Sampdoria Spa, costituita con un capitale sociale di 200.000.000 di lire.

Fulvio Francesconi, centravanti doriano nel quinquennio 1966-1971

Nell'estate successiva, Salatti ricevette, da parte del mister Bernardini, la richiesta di non cedere nessun pezzo pregiato; il presidente seguì il consiglio dell'allenatore, cedendo il solo Tenemma e ingaggiando al suo posto Carpanesi, proveniente dalla Roma. Il girone d'andata vide una buona Sampdoria dal punto di vista del gioco, ma non dei risultati, visto che la squadra blucerchiata si trovò in zona retrocessione a quota dieci punti. Le parole di Bernardini, che spronò la squadra a ottenere la salvezza, galvanizzarono i giocatori blucerchiati: con i 17 punti del girone di ritorno, la Sampdoria si piazzò al decimo posto. Furono soprattutto Cristin, Francesconi e Vieri, con i loro 20 gol totali, a permettere alla squadra di non soffrire eccessivamente nel finale di campionato.
Il presidente, senza dare esaurienti spiegazioni, alla fine di quella stagione si dimise, lasciando il posto all'avvocato Mario Colantuoni, con il quale si aprì un periodo piuttosto negativo, fatto di salvezze raggiunte all'ultima giornata.
La stagione 1968-1969 fu molto simile a quella precedente. Colantuoni non cedette nessuno dei pezzi pregiati, accontentando così Bernardini, tuttavia la prima parte del campionato vide la Sampdoria costantemente aggrappata al quart'ultimo posto, a causa di alcuni pessimi risultati; solo le ultime partite dell'anno, in particolare le ultime sei, furono soddisfacenti (ben otto punti su dodici disponibili). In questo modo, la formazione blucerchiata raggiunse il 12º posto, a un solo punto dalla zona retrocessione. La salvezza fu merito soprattutto della buona difesa, guidata da uno stoico Battara, ormai da tempo bandiera della squadra: infatti l'attacco mise a segno solo 21 marcature, risultando così uno dei più deboli della massima serie; né Francesconi, né tanto meno Vieri, "genio e sregolatezza", riuscirono a confermare i loro standard.

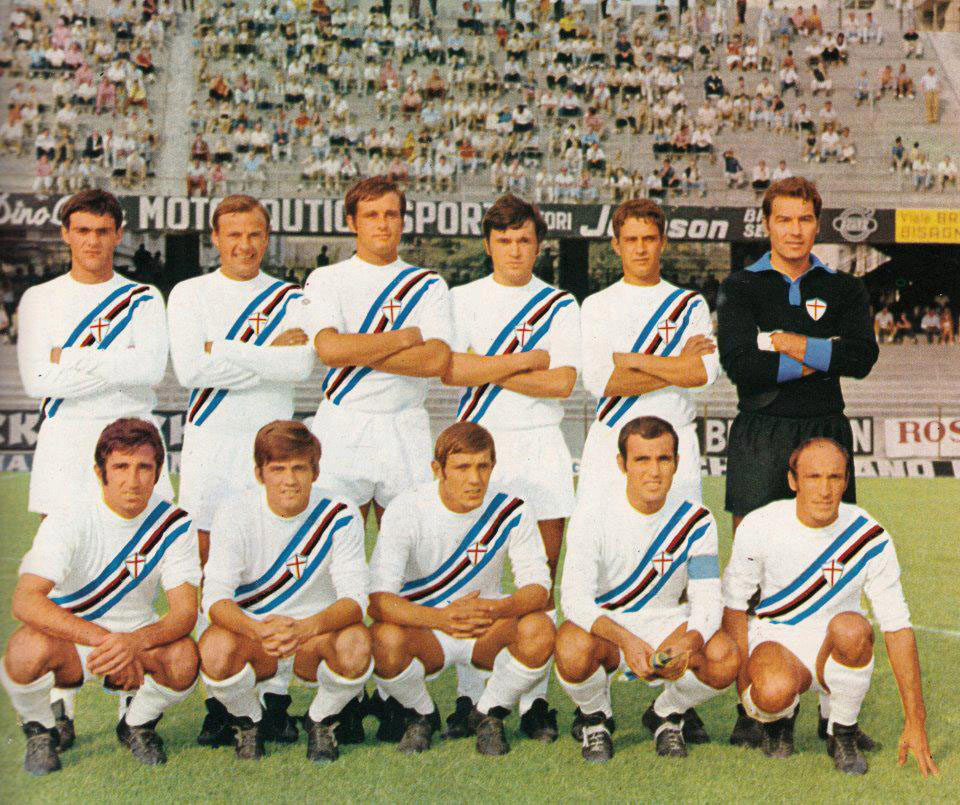
Una formazione della Sampdoria nella tribolata stagione 1969-1970. Da sinistra, in piedi: Sabadini, Nielsen, Garbarini, Corni, Sabatini, Battara; accosciati: Francesconi, Salvi, Cristin, Frustalupi, Delfino.

Dopo la sofferta salvezza, la tifoseria blucerchiata pensò che Colantuoni avrebbe fatto di tutto per rafforzare la squadra, ma Colantuoni fece l'esatto contrario; infatti, con la vendita di Vieri e Morini alla Juventus in cambio di Romeo Benetti e più soldi, la Sampdoria s'indebolì molto. L'arrivo del promettente centrocampista, peraltro molto stimato da mister Bernardini, non fu sufficiente per cambiare l'obiettivo della stagione, che era, come al solito, il raggiungimento della salvezza. La Sampdoria, guidata dalla sua ottima difesa, con il portiere Battara e il difensore Sabadini sugli scudi, permise alla squadra di ottenere il 14º posto, salvandosi a due giornate dalla fine. Infatti, l'attacco mise a segno solo venti marcature, tra le quali quattro dell'ala Cristin; il centravanti più prolifico fu Francesconi, autore di tre gol in 14 partite.

### Anni 1970: un decennio di crisi

#### Da Bernardini al "difensivista" Herrera
Come di frequente nelle ultime stagioni estive, i tifosi della Sampdoria si aspettavano dal presidente degli acquisti importanti: questi ultimi ci furono, ma da parte di altre squadre; dal momento che Colantuoni cedette alcuni giocatori importanti, come la mezzala Frustalupi e il mediano Benetti, ceduti rispettivamente all'Inter e al Milan. In cambio del promettente centrocampista, alla Samp arrivarono Giovanni Lodetti e Luisito Suarez. Come l'anno precedente, il presidente della società blucerchiata sperava che l'esperienza di Bernardini avrebbe portato nuovamente la squadra alla salvezza: e in effetti, Colantuoni ebbe ragione. Dopo il solito avvio stentato, l'esperto allenatore riuscì a traghettare i suoi alla salvezza, seppure ottenuta solo all'ultima giornata, grazie all'importante pareggio al Menti di L.R. Vicenza. Tuttavia, fu solo grazie alla differenza reti che la Sampdoria non retrocesse in Serie B; infatti, la squadra blucerchiata aveva gli stessi punti di Fiorentina e Foggia, ma grazie a essa non dovette di nuovo dire addìo alla massima serie: a retrocedere fu la squadra pugliese.

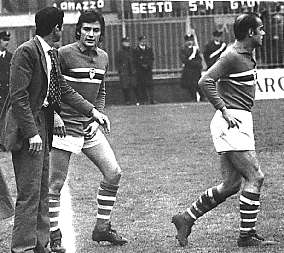
9 gennaio 1972, a San Siro si gioca Inter-Sampdoria: Heriberto Herrera dà disposizioni tattiche al centrocampista Casone; Suarez, invece, si allontana ignorando i consigli del mister.

In quell'annata, ancora una volta, il roccioso Cristin dimostrò le sue discrete doti realizzative: i suoi nove gol, insieme alle otto marcature di Salvi e alle cinque di Suarez, permisero alla Samp di ovviare alle insolite carenze difensive, evidente conseguenza della partenza di Frustalupi verso Milano. Accanto a loro si distinse il piccolo, funambolico Fotia, un'ala spesso imprendibile. Inoltre, proprio in quella stagione, fece la sua comparsa il giovane Marcello Lippi, proveniente dal vivaio blucerchiato.
La stagione 1971-1972 fu caratterizzata dalla partenza di mister Bernardini verso altri lidi; infatti, il presidente Colantuoni incolpò Bernardini degli ultimi scarsi risultati della squadra, e decise quindi di sostituirlo con Heriberto Herrera, grande curatore della fase difensiva, ma non particolarmente di quella offensiva. Non a caso, alla fine di quell'annata, furono solo 28 i gol subiti, mentre gli attaccanti ne misero a segno solo 23: per l'ennesima volta, il volenteroso Cristin si dimostrò il giocatore più prolifico, con cinque gol segnati. La difesa, guidata dal sempreverde Battara e dal giovane Lippi, si dimostrò una delle meglio organizzate, tanto da attirare gli interessi delle "grandi". Oltre alla buona retroguardia, nota positiva dell'annata fu certamente il giovane centravanti Spadetto, che siglò, in undici partite, quattro reti, facendo, di conseguenza, quasi meglio degli attaccanti titolari.
Nell'estate successiva la bandiera blucerchiata Cristin, inviso al tecnico, lasciò la Sampdoria: insieme a lui, per lo stesso motivo, partirono anche Fotia e soprattutto il portiere Battara, che per tanti anni aveva difeso la porta del Doria. L'unico valore aggiunto rimasto in maglia blucerchiata, visto che gli arrivati non erano in grado di rimpiazzare adeguatamente i partenti, era Salvi, che con i suoi sette gol permise alla squadra di salvarsi. L'ultima gara dell'anno, giocata in trasferta col Torino, vide la squadra blucerchiata vincere per 1-0 con il gol di Boni: la vittoria si rivelò decisiva, visto che la favorevole differenza reti garantì la salvezza (ad avere la peggio fu l'Atalanta, che retrocesse in Serie B). In estate, la Sampdoria, dopo l'apertura di un'indagine nei suoi confronti, rischiò addirittura di essere retrocessa nella serie cadetta, ma la giustizia sportiva, anche di fronte a una effettiva mancanza di prove e ad alcune illazioni giornalistiche, condannò la squadra a scontare, nel successivo campionato, quattro punti di penalità, che, dopo vari ricorsi, furono ridotti a tre.

#### Dalla retrocessione al ripescaggio

Una formazione della Sampdoria nella stagione 1973-1974.

Nell'estate del 1973, dopo cinque anni da presidente, Colantuoni si dimise; probabilmente, i motivi di questo abbandono furono dovuti ai forti sospetti che si riversarono su di lui, essendo infatti indicato come principale organizzatore della presunta combine: al suo posto arrivò Giulio Rolandi. Il nuovo presidente non apprezzava lo stile di gioco del tecnico paraguaiano: per questo motivo, dopo averlo liquidato, ingaggiò l'ex giocatore blucerchiato Guido Vincenzi, che aveva appena preso il patentino di allenatore. Per Vincenzi si trattava della prima esperienza su di una panchina di Serie A: portare la Sampdoria alla salvezza, vista la debole formazione a disposizione e i tre punti di penalizzazione da scontare, era una vera utopia. Infatti, il ritorno di Cristin e le buone prestazioni di Lodetti e Lippi non bastarono per evitare la retrocessione: la Sampdoria arrivò penultima, seguita solo dal Genoa. La società era rassegnata a partecipare al campionato della serie cadetta, quando una sconvolgente notizia colpì l'allora mondo del calcio: il Foggia e il Verona erano state indagate per una presunta combine. Il procedimento giudiziario terminò con la retrocessione di entrambe le squadre in Serie B, mentre la Samp fu riammessa di diritto alla Serie A.

#### Il ritorno di Lolli Ghetti e la fase discendente
Il ritorno di Glauco Lolli Ghetti come presidente della società coincise con l'allontanamento di Vincenzi e con l'arrivo del nuovo mister Giulio Corsini. La squadra era stata preparata per affrontare la serie cadetta; di conseguenza, partirono giocatori di buon valore che non furono tuttavia rimpiazzati: rimanevano il solo Lippi e Arnuzzo a rappresentare degnamente la squadra genovese. Alla fine della stagione 1974-1975 arrivò alla fine un buon dodicesimo posto, che significava salvezza: quest'ultima fu ottenuta a due giornate dal termine, quindi la sconfitta all'ultima giornata con la Fiorentina per 4-3 non risultò decisiva ai fini della lotta per non retrocedere. Merito delle buone prestazioni stagionali spetta a "nonno" Maraschi, punta di esperienza che mise a segno sette reti in 24 partite: toccò a lui sopperire all'inefficienza degli attaccanti blucerchiati, in particolare delle due punte titolari, Magistrelli e Prunecchi, autori di due sole reti a testa.
L'anno successivo il presidente della Sampdoria sostituì Corsini con Eugenio Bersellini, che ebbe il merito di traghettare la squadra alla salvezza. Inoltre Lippi, titolare della difesa, stette fuori a lungo per un infortunio: quest'ultimo gli permise di disputare 14 partite, coronate anche da una rete. Dopo un inizio disastroso, la Sampdoria acquistò dal Milan, a novembre, il libero Zecchini, il cui arrivo fu fondamentale per garantire un minimo di stabilità alla difesa, mostratasi all'inizio troppo "ballerina". Per quanto riguarda il settore offensivo, molto bene fece il neo-arrivato Nello Saltutti, autore di otto reti: dopo di lui, si segnalarono le sei reti di Magistrelli, che migliorò quindi il bottino dell'anno precedente.

#### La retrocessione in Serie B

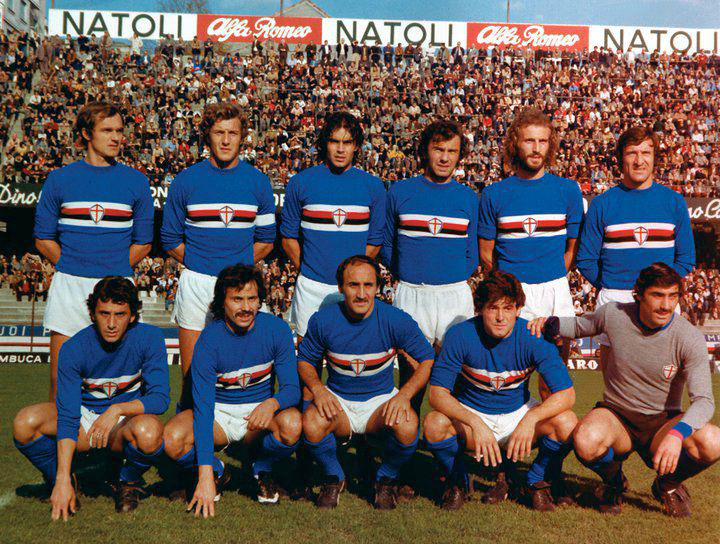
La formazione contro la Lazio, quarta giornata della stagione 1976-77 (31 ottobre 1976) conclusasi con la retrocessione in serie B. In piedi Callioni, Lippi, Bresciani, Savoldi II, Zecchini, Bedin. Accosciati Arnuzzo, Saltutti, Valente, Orlandi, Cacciatori

Dopo gli scarsi risultati della sua seconda gestione della società, Lolli Ghetti non sembrò particolarmente turbato, e invece di rafforzare la squadra, come si aspettavano tutti i tifosi blucerchiati, vendette il bomber Magistrelli e il difensore Nicolini. Al loro posto, arrivarono i soliti giocatori di belle speranze, che però non apportarono alcun beneficio alla Sampdoria: tra di essi, si ricordano solo Gianluigi Savoldi e il giovane Chiorri, proveniente dal vivaio blucerchiato. I pochi rinforzi non bastarono a Bersellini per costruire una squadra in grado di aspirare a una buona posizione in classifica; anzi, già all'inizio della stagione, che coincideva con il 30° dalla fondazione della società, i tifosi del Doria avevano il timore che quello seguente sarebbe stato l'anno "buono" per retrocedere definitivamente: non si sbagliarono. In venti giornate, la squadra ottenne solo tredici punti; veniva data per spacciata, quando una reazione d'orgoglio vide la Samp registrare una striscia positiva di dieci partite, che fruttò tredici punti: ma le due sconfitte finali per mano di Bologna e Juventus risultarono fatali, e così, dopo alcuni anni di permanenza nella massima serie, nel 1977 la Sampdoria retrocesse in Serie B.

#### L'abbandono di Lolli Ghetti
Dopo la retrocessione nella serie cadetta, i tifosi della Sampdoria erano convinti che Lolli Ghetti avrebbe fatto di tutto per cercare di riguadagnare la loro fiducia. Invece, furono riconfermati i soli Lippi e Arnuzzo, e gli unici arrivi di qualità provenivano dalla primavera blucerchiata, messasi recentemente in luce grazie alla quarta vittoria del Torneo di Viareggio: per quanto riguarda l'allenatore, fu mandato via Bersellini, e al suo posto giunse il "mago" di Viareggio, Giorgio Canali: invece, il ruolo di direttore generale fu assunto dall'ex allenatore blucerchiato Bernardini.
La prima stagione in Serie B si rivelò piuttosto amara; dopo un inizio stentato, caratterizzato da tre 0-0 e da qualche vittoria i blucerchiati vissero un periodo altalenante, fatto di poche vittorie e molti punti persi. Nel bel mezzo della stagione, a febbraio, le continue contestazioni da parte della tifoseria spinsero Lolli Ghetti a rassegnare le dimissioni, concludendo di fatto un ciclo: al suo posto giunse Edmondo Costa, che non aveva certo intenzione di investire nella società. Comunque, ad alcune giornate dal termine, quando stava lottando per la promozione, la squadra non fu in grado di sopportare le forti pressioni da parte dell'ambiente e della stampa. Nel momento decisivo dell'anno, la Sampdoria non vinse neppure una partita, perdendo così il treno per la promozione preso invece da Ascoli, Catanzaro e Avellino; quest'ultimo conseguì la promozione all'ultima giornata proprio contro la Samp: con la vittoria per 1-0 al Luigi Ferraris, la squadra campana raggiunse il traguardo di 44 punti e distaccò di due il Monza, fermo a quota 42. Le uniche note positive della stagione furono le buone prestazioni di due giovani provenienti dal vivaio, Chiorri e Re.

#### 1979: Paolo Mantovani presidente

La formazione blucerchiata che partecipò al campionato di Serie B 1978-1979

La campagna acquisti del 1978 si rivelò improntata al risparmio. La politica attuata dalla società portò, all'inizio della stagione, risultati disastrosi, che costarono il posto a Canali, sostituito da Lamberto Giorgis. Giorgis riuscì a traghettare la squadra, molto debole e incapace di reagire alle numerose critiche, alla salvezza: il nono posto finale costituì il peggior risultato della Sampdoria in tutta la sua storia. La tifoseria blucerchiata contestò Costa, che approfittò dell'occasione giusta per cedere la società: il 3 luglio 1979, la Sampdoria fu ufficialmente acquistata da un petroliere romano, Paolo Mantovani. Appena arrivato a Genova, affermò che il suo obiettivo era quello di ricondurre il Doria in Serie A e di portarlo alla vittoria dello scudetto. Tali affermazioni suscitarono l'ilarità di molti, ma Mantovani mostrò subito che le sue intenzioni erano serie: infatti, operò una vera e propria rivoluzione all'interno dell'organico societario e della squadra. Per quanto riguarda la rosa blucerchiata, partirono verso altri lidi Marcello Lippi, Savoldi, Re, Tuttino e Chiarugi, mentre arrivarono molti nuovi giocatori, tra cui Logozzo, Sartori, Pezzella, Redomi, Caccia, Venturini, Genzano, Piacenti e i giovani Navone, Poggi e Massimo Lippi, provenienti dal settore giovanile. Claudio Nassi fu nominato direttore sportivo, mentre sulla panchina fu confermato Lamberto Giorgis. L'inizio del campionato non fu dei migliori: dopo le sconfitte con Como e Palermo e il pari nel derby, Mantovani decise di mandare via Giorgis e di sostituirlo con Lauro Toneatto: dopo un inizio fatto di molti pareggi, il nuovo mister portò la squadra a rimontare varie posizioni, sino a raggiungere il settimo posto finale.

### Anni 1980 e 1990: dalla risalita alla "Sampd'oro"

Il petroliere Paolo Mantovani, patron della Sampdoria dal 1979 al 1993, con l'allenatore Vujadin Boškov, sulla panchina blucerchiata nel periodo d'oro 1986-1992 e nuovamente nel campionato 1997-1998.

#### Biennio 1980-1982: il ritorno in Serie A
Paolo Mantovani, nell'estate del 1980, non confermò Toneatto sulla panchina blucerchiata: al suo posto, ingaggiò Enzo Riccomini. Per quanto riguarda la squadra, operò una seconda rivoluzione in appena due anni; infatti, cedette molti dei giocatori acquistati l'anno precedente, e li sostituì con molti calciatori giovani, tra cui Luca Pellegrini, Fausto Salsano e Pietro Vierchowod (gli ultimi due girati poi in prestito): il loro arrivo fu bilanciato da quello di giocatori piuttosto esperti, come Luigi Delneri e il portiere Guido Bistazzoni. La stagione si aprì con risultati soddisfacenti, ma troppo altalenanti per permettere alla Sampdoria di agganciare la zona promozione; però, a metà stagione, il Doria si avvicinò prepotentemente alle zone alte della classifica, fino a giungere al quinto posto finale.
La campagna acquisti del 1981 fu caratterizzata dall'ennesima rivoluzione: il presidente Mantovani, scatenato, vendette tredici giocatori e ne acquistò altrettanti. Riccomini, incapace di gestire una rosa in continuo cambiamento, fu licenziato dopo un brutto avvio di stagione: al suo posto, giunse il giovane Renzo Ulivieri, il quale, dopo un inizio stentato, riuscì a traghettare la squadra verso la tanto sospirata promozione. Il secondo posto finale, a pari merito col Pisa e alle spalle del Verona, riportò quindi la Samp nella massima serie, dopo il quinquennio trascorso nel purgatorio della Serie B.

#### 1982-1984: un biennio di assestamento

La formazione blucerchiata che ottenne il settimo posto nella stagione 1982-1983.

L'estate 1982 vide Mantovani investire ingenti somme sul mercato, tentando di colmare il gap che separava i blucerchiati dalle formazioni più quotate. Si segnalarono, in particolare, gli arrivi di Francis e Brady oltre alla scommessa di Roberto Mancini: l'ancora minorenne attaccante aveva alle spalle una sola stagione in A, disputata l'anno prima con la maglia del Bologna. L'allenatore Ulivieri venne confermato, mentre Paolo Borea prese il posto di Claudio Nassi come direttore sportivo. La buona campagna acquisti messa in atto da Mantovani e la stabilità del club fecero aumentare il numero di abbonamenti, che superarono quota 12000; inoltre, quell'annata si ricorda per una media-spettatori (nelle partite casalinghe) di circa 35000 unità. Il campionato iniziò addirittura con 3 vittorie consecutive: a farne le spese furono – nell'ordine – la Juventus, l'Inter e la Roma. Nonostante l'iniziale exploit, i doriani non seppero tenere il passo delle grandi e la stagione riservò loro un settimo posto. Lo stesso piazzamento fu replicato l'anno seguente, in cui si registrarono nuovamente dei successi contro Inter e Juventus.

#### Il decennio d'oro 1984-1994: coppe, finali europee e uno storico scudetto

Il capitano Alessandro Scanziani, sotto gli occhi del presidente Mantovani, solleva la Coppa Italia 1984-1985, il primo successo di rilievo nella storia del club; alle sue spalle un giovane Roberto Mancini, bandiera doriana dal 1982 al 1997.

Un altro tassello importante venne posto nel 1984, con l'acquisto di Gianluca Vialli dalla Cremonese. A fine stagione, dopo aver colto un positivo quarto posto in Serie A (posizione ottenuta in precedenza soltanto nel 1961), i doriani si aggiudicarono per la prima volta la Coppa Italia. Il trofeo fu conquistato superando il Milan nella doppia finale, vincendo per 1-0 all'andata (in trasferta) e per 2-1 al ritorno. L'affermazione significò, nel 1985-86, l'esordio nelle competizioni confederali: la Sampdoria disputò la Coppa delle Coppe, arrendendosi al Benfica negli ottavi. A consolazione di un campionato deludente (terminato con 4 punti sulla zona retrocessione), fu sfiorato il bis in Coppa Italia: la Roma beffò tuttavia i liguri, con il punteggio complessivo di 3-2.
Nel 1986 fu ingaggiato Boškov, con il parco-giocatori rimpolpato da Briegel e Cerezo. Tra i pali si puntò sul giovane Pagliuca, che in quel momento aveva 19 anni.

I «gemelli del gol» Mancini e Gianluca Vialli, tra i maggiori artefici del decennio d'oro blucerchiato; sullo sfondo, Graeme Souness.

La prima parte del campionato 1986-87 fu altalenante, ma nel ritorno i liguri ottennero ben 20 punti: soltanto il Napoli, vincitore del titolo, riuscì a fare meglio (21). Lo spareggio perso con il Milan privò i doriani delle coppe europee per l'annata 1987-88, in cui le finanze della società vennero duramente colpite: la causa riguardò la ristrutturazione dello stadio, in vista del campionato del mondo 1990. Malgrado la situazione economica, non mancarono le soddisfazioni sportive: quarta in A, la Sampdoria vinse la coppa nazionale ai danni del Torino.
Questo successo qualificò i genovesi per la Coppa delle Coppe 1988-89, la cui finale venne persa (2-0) contro il Barcellona; diede inoltre diritto di partecipare alla neonata Supercoppa italiana, ma la Samp non riuscì ad avere la meglio sul Milan campione d'Italia, che conquistò il trofeo ribaltando l'iniziale vantaggio blucerchiato con tre reti. Soltanto due settimane più tardi, tuttavia, si materializzò con successo la difesa della Coppa Italia: battendo il Napoli per 4-0 (ribaltando così lo 0-1 della gara di andata), la Sampdoria iscrisse il proprio nome negli annali del torneo per il secondo anno di fila. Si trattò, complessivamente, della terza vittoria.

Pietro Vierchowod, alla Sampdoria dal 1983 al 1995, al ritorno a Genova mostra la Coppa delle Coppe 1989-1990 vinta poche ore prima a Göteborg contro l'Anderlecht.

Il palmarès si arricchì ulteriormente nel 1989-90 quando, a fronte del 5º posto in campionato e di un'altra sconfitta in Supercoppa (stavolta per mano dell'Inter), la formazione si affermò per la prima volta in campo internazionale. Fu infatti vinta la Coppa delle Coppe, piegando l'Anderlecht nell'ultimo atto grazie ad una doppietta di Vialli.
Il trionfo europeo permise alla Sampdoria di contendere, nell'autunno 1990, la Supercoppa UEFA al Milan che si era imposto in Coppa dei Campioni: l'esito della doppia sfida premiò i rossoneri, a causa del pareggio per 1-1 all'andata e del 2-0 meneghino al ritorno.

I festeggiamenti della squadra al termine di Sampdoria-Lecce (3-0) del 19 maggio 1991, che sancì la matematica vittoria dello scudetto.

Agli inizi del 1991 la squadra, fino a quel momento ben avviata in campionato, accusò un calo: perse infatti con Torino e Lecce, lasciando che il titolo d'inverno fosse incamerato dall'Inter. La qualità dei blucerchiati emerse tuttavia nella seconda fase, poiché non riportarono alcuna sconfitta in 17 incontri. Battendo entrambe le milanesi nei confronti diretti fu conquistata la vetta della classifica, con l'aritmetica vittoria del titolo il 19 maggio 1991: ad assegnare il tricolore fu il 3-0 sul Lecce, con tutti i gol segnati nella prima mezz'ora di gioco.
Artefici del trionfo – inseguito da ormai un decennio – furono, oltre a Boskov, i «gemelli del gol» Vialli e Mancini (con il primo capocannoniere grazie a 19 reti), il portiere Pagliuca (che in occasione della vittoria in casa dell'Inter parò un rigore a Matthäus), Vierchowod, Mannini, Dossena, Cerezo e Katanec. La stagione si chiuse con la sconfitta nella doppia finale di Coppa Italia contro la Roma: in agosto, la Samp si riscattò battendo proprio i giallorossi e conquistando la prima Supercoppa italiana.

Una formazione della Sampdoria nella stagione 1991-1992, con lo scudetto cucito sul petto e finalista di Coppa dei Campioni.

Nel campionato 1991-92 i blucerchiati fallirono in breve tempo la difesa del titolo, concentrando però i propri sforzi sull'Europa. Al debutto in Coppa dei Campioni eliminarono il Rosenborg e l'Honvéd per accedere al girone, dove tra gli altri risultati spiccò la vittoria (3-1) sul campo della Stella Rossa, detentrice della coppa. Conquistato l'ingresso in finale, i doriani si ritrovarono di fronte al Barcellona: un gol di Koeman nei supplementari piegò la resistenza ligure, senza però che la sconfitta intaccasse quanto di buono compiuto dalla Sampdoria nel corso della stagione. All'ultima giornata di campionato, il pareggio casalingo con la Cremonese (2-2) costò la qualificazione alle coppe continentali per il 1992-93.

##### La scomparsa di Mantovani: ultimi successi e declino
Nell'estate 1992, in panchina approdò lo svedese Sven-Göran Eriksson: tra gli acquisti, si mise invece in luce il giovane serbo Vladimir Jugović. La stagione 1992-93 fu la prima, dopo 5 anni, ad andare in archivio senza alcun trofeo: i doriani arrivarono solo settimi in campionato, con il picco della vittoria nel derby (4-1) il 1º novembre 1992.

Ruud Gullit e Alberico Evani festeggiano il successo doriano nella Coppa Italia 1993-1994.

Per il 1993-94 l'organico conobbe gli innesti di Ruud Gullit, Alberico Evani e David Platt. Salutò invece Vialli, acquistato dalla Juventus. La morte di Mantovani, avvenuta il 14 ottobre 1993, segnò di fatto la fine di un'epoca. La presidenza venne assunta dal figlio Enrico, mentre sul campo la squadra raggiunse il quarto posto in campionato. Fu vinta poi la Coppa Italia contro l'Ancona, trofeo destinato a rimanere l'ultimo per gli anni a venire.

Il tecnico Sven-Göran Eriksson insieme ai calciatori Mancini, Christian Karembeu, Clarence Seedorf e Siniša Mihajlović alla Sampdoria nella stagione 1995-1996

Nel 1994-95 alla rosa si aggiunsero Walter Zenga e Riccardo Ferri, entrambi prelevati dall'Inter, oltre a Siniša Mihajlović dalla Roma. Proprio il serbo, al suo debutto con la nuova maglia, fallì il rigore che costò la Supercoppa italiana: i doriani persero contro il Milan, dopo che i tempi supplementari erano finiti sul punteggio di 1-1 (con le reti di Gullit – rientrato a Milano – e dello stesso Miha). I tiri dal dischetto risultarono fatali anche in Coppa delle Coppe, dove la compagine ligure si arrese in semifinale all'Arsenal. La Sampdoria non andò oltre l'ottavo posto in campionato, posizione conseguita anche nel 1995-96.
Un'impennata si ebbe l'anno seguente, quando i blucerchiati giunsero al sesto posto facendo registrare il miglior attacco del torneo (60 gol). Dopo aver ottenuto la qualificazione in Coppa UEFA, Mancini lasciò Genova per accasarsi alla Lazio, seguito da Eriksson. Il 1997-98 avrebbe dovuto essere – nelle intenzioni dei tifosi – un anno di successi, complice anche un mercato di buon livello: si vestirono di blucerchiato Boghossian e Klinsmann, ma l'avventura europea terminò già a settembre. Il nono posto in campionato valse appena l'ingresso in Coppa Intertoto, dove furono i connazionali del Bologna ad estromettere – nel secondo turno – i doriani.

L'aeroplanino Vincenzo Montella, 116 partite e 66 gol in blucerchiato tra gli anni 1990 e 2000, e poi allenatore del club nella stagione 2015-2016.

Il torneo 1998-99 si rivelò fallimentare, nonostante la presenza in campo di Ortega (nazionale argentino) e la guida tattica dell'esperto Luciano Spalletti. Nel girone di andata la formazione totalizzò solo 15 punti, mentre in quello di ritorno ne conquistò 22: a condannare i doriani alla caduta in B, per la prima volta dopo un ventennio, fu il 2-2 contro il Bologna alla penultima giornata.

### Anni 2000: il rilancio

#### 1999-2003: il quadriennio in B
Nei campionati 1999-00 e 2000-01, la Sampdoria si classificò quinta mancando per una manciata di punti il ritorno in massima serie. Nel 2001, inoltre, il club subì una multa di 3 miliardi per il coinvolgimento nello scandalo dei passaporti. Sempre in quell'estate, l'imprenditore Riccardo Garrone rilevò la società evitandone la squalifica dai campionati per il grave deficit economico. Scongiurata la retrocessione nel campionato successivo, grazie soprattutto alle reti di Flachi, la Sampdoria si prefisse l'obiettivo della promozione.

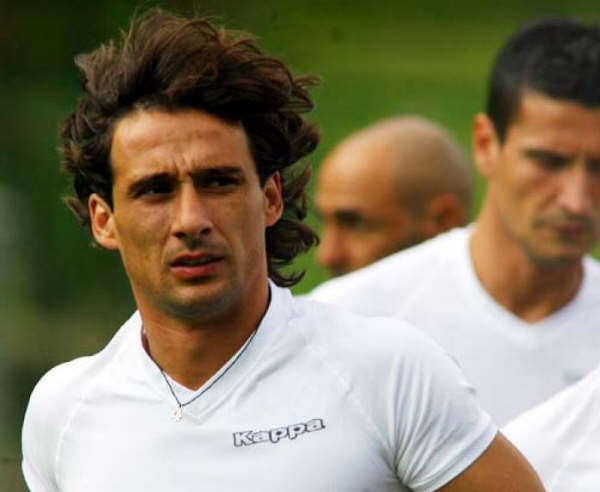
Sergio Volpi, capitano della Sampdoria dal 2002 al 2007.

Unitamente al contributo di altri giocatori, in primis il capitano Volpi e Bettarini, i gol dell'attaccante furono decisivi per la permanenza nei quartieri alti della classifica. La risalita in A si concretizzò nel maggio 2003, con il secondo posto finale.

#### 2003-2007: dal ritorno in A all'Europa
Ancora guidata da Novellino, già artefice della promozione, al primo anno la Sampdoria sfiorò subito la qualificazione europea. I blucerchiati giunsero ottavi in classifica, per la sconfitta (3-1) contro l'Udinese che beffò i liguri nella corsa alla UEFA. Il piazzamento avrebbe valso la partecipazione all'Intertoto, ma la società – memore del precedente negativo risalente a sei anni prima – decise di rinunciarvi.
Il campionato 2004-05 vide i doriani concorrere nuovamente per le coppe continentali, ma nelle battute finali del torneo il pareggio con i friulani e la sconfitta con l'Inter (in cui la squadra portuale colpì 3 legni) fecero scendere la Sampdoria al quinto posto, mancando così l'ingresso in Champions League. Rinforzata dall'arrivo di Bonazzoli, nel 2005-06 la squadra prese parte alla Coppa UEFA ma non superò la fase a gironi. In campionato i blucerchiati palesarono una grave crisi di risultati, tanto che l'ultima vittoria fu ottenuta il 12 febbraio 2006. Nei successivi 3 mesi, infatti, furono conseguiti 8 pareggi e 5 sconfitte. Il torneo si chiuse con il 3-0 subìto a Marassi dal Lecce, gara in cui la tifoseria decise – in segno di protesta – di volgere le spalle al campo.

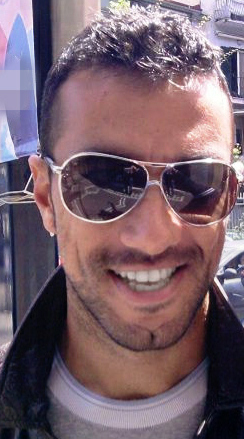
Fabio Quagliarella, esploso con 13 gol a Genova nella stagione 2006-2007, e nuovamente blucerchiato dal 2016 al 2023.

La Sampdoria tornò a vincere in A soltanto nell'ottobre 2006, spezzando contro il Parma la striscia negativa di 17 partite. Il campionato non riservò tuttavia soddisfazioni, eccezion fatta per l'esplosione di Fabio Quagliarella che i genovesi avevano comprato dall'Ascoli. Si segnalò al contrario, in negativo, l'episodio di Flachi: il giocatore fu dapprima fermato dalla giustizia sportiva per il coinvolgimento in un giro di scommesse, quindi – nel 2007 – squalificato per 16 mesi a seguito della positività alla cocaina. Per quanto riguarda le vicende del campo, la posizione finale fu il nono posto.

#### Il biennio di Mazzarri (2007-2009)
Per la stagione 2007-08 il club genovese affida la sua panchina a Walter Mazzarri, reduce da un triennio di salvezze alla guida della Reggina. Palombo riceve la fascia di capitano, con Montella e Bellucci che fanno ritorno a Genova. In Coppa Intertoto i blucerchiati eliminano il Černo More Varna con il totale di 2-0, accedendo ai preliminari di UEFA. Dopo l'acquisto di Cassano, la Sampdoria batte anche l'Hajduk Spalato entrando nel tabellone principale del torneo. La qualificazione ai gironi fallisce contro i danesi dell'Aalborg, a causa del doppio pareggio (2-2 in casa, 0-0 in trasferta). In campionato i liguri hanno un positivo rendimento, soprattutto tra le mura amiche: in casa, si registrano infatti ben 6 vittorie con il punteggio di 3-0. Conquistato l'accesso alla Coppa UEFA 2008-09 con una giornata di anticipo, la formazione termina al sesto posto.

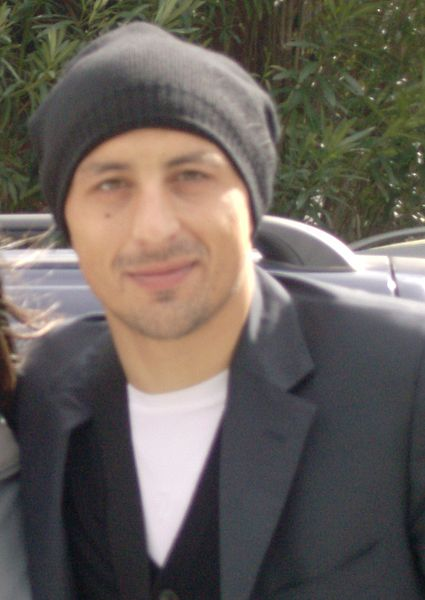
Angelo Palombo, bandiera doriana d'inizio XXI secolo grazie a 459 gare e 15 reti tra il 2002 e il 2017.

Nell'estate 2008, a rinforzare l'attacco giunge Bruno Fornaroli. In Europa, i doriani superano facilmente il turno preliminare e con qualche affanno la fase a gruppi. Nel mercato invernale l'organico viene ulteriormente migliorato con l'arrivo di Pazzini. Conclusa l'avventura in coppa nei sedicesimi, i liguri si riscattano arrivando in finale di Coppa Italia. Poiché in campionato i blucerchiati ottengono soltanto il tredicesimo posto – perdendo entrambi i derby –, le residue speranze di accesso all'Europa sono legate al trofeo. La Sampdoria viene però sconfitta ai rigori dalla Lazio, per gli errori dal dischetto di Cassano e Campagnaro: i tempi supplementari erano finiti 1-1. Al termine della stagione, Mazzarri comunica l'addio alla società.

#### 2009-2010: il ritorno in Champions League e i vari record
La separazione da Mazzarri è seguita dall'immediato arrivo di Luigi Delneri. Il nuovo allenatore debutta vincendo per 6-2 contro il Lecce, nel terzo turno di Coppa Italia. In campionato i blucerchiati compiono un'inattesa partenza, guidando la classifica con 15 punti dopo 6 giornate. La permanenza in vetta dura appena una settimana, lasciando poi spazio ad un calo: nelle restanti 13 gare del girone d'andata, i doriani conquistano solo 11 punti dei 39 disponibili e vengono eliminati dal Livorno in coppa.

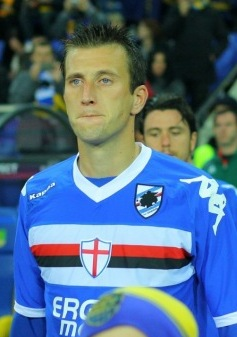
Daniele Gastaldello, baluardo difensivo doriano dal 2007 al 2015.

A metà stagione, l'ambiente viene ulteriormente scosso dalle polemiche tra Cassano e Delneri: il caso monta dopo l'esclusione del giocatore nella partita con l'Udinese, poiché l'allenatore aveva deciso di rinunciare a lui per scelta tecnica. Il barese viene sostituito da Nicola Pozzi ma, nonostante la sua assenza, i genovesi ottengono 5 vittorie in 7 partite. Al momento del reintegro, Cassano si dimostra però una pedina decisiva: sono infatti suoi i gol che valgono le vittorie contro la Juventus, nel derby e con il Milan. Battendo poi la Roma con una doppietta di Pazzini, la Sampdoria mantiene vivo l'obiettivo del quarto posto: la sconfitta dei giallorossi, inoltre, costerà loro lo scudetto. Il pareggio contro il Palermo, anch'esso una sorpresa positiva del torneo, lascia i liguri in vantaggio di due punti alla 37ª giornata. Il ritorno in Champions League si materializza all'ultima domenica, con la vittoria sul Napoli firmata da un gol di Pazzini. Eguagliando il piazzamento del 2004-05, che aveva valso il primo accesso al torneo dopo il cambio di nome, i doriani migliorano addirittura il punteggio (67 a 61) stabilendo il primato per una singola stagione. Nel corso del torneo, la squadra si segnala inoltre per la miglior difesa casalinga a livello europeo: sono appena 10 gol i segnati al Marassi dalle avversarie, mentre formazioni più blasonate come Barcellona e Manchester United ne hanno incassati almeno 11.

### Anni 2010

#### 2010-2011: l'inattesa caduta in B

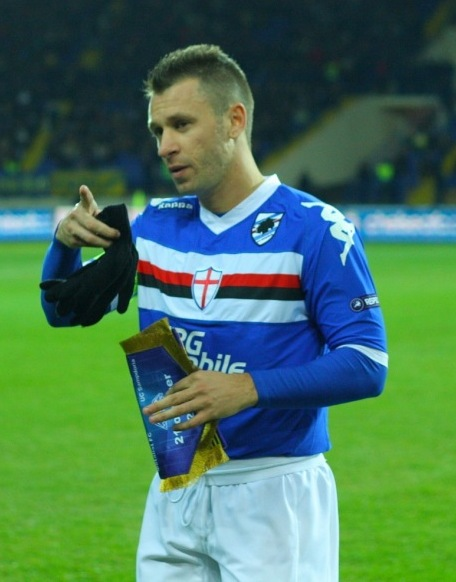
Antonio Cassano, a Genova in due diversi periodi tra gli anni 2000 e 2010: per il fantasista luci e ombre in maglia doriana, con gol e assist in campo alternati a turbolenti rapporti con la società.

Dopo una sola stagione, Delneri lascia Genova e viene rimpiazzato da Domenico Di Carlo. In agosto, la Sampdoria conosce il nome dell'avversario da superare per accedere ai gironi di Champions League: i tedeschi del Werder Brema. La sfida di andata, in Germania, viene vinta per 3-1 dai biancoverdi: il gol della bandiera è messo a segno da Pazzini, che tiene accese le speranze dei tifosi. Obbligata a vincere nel ritorno con due reti di scarto, la Sampdoria va vicina all'impresa: una doppietta del Pazzo e un gol di Cassano portano il risultato sul 3-0, ma Rosenberg segna nel recupero il 3-1 che fa proseguire la gara con i supplementari. Il 3-2 di Claudio Pizarro cala il sipario sui sogni europei della squadra, dando la qualificazione ai tedeschi.
L'eliminazione in coppa è solo il preludio di una stagione difficile, che in autunno vedrà anche l'esclusione di Cassano dalla rosa dopo che il giocatore aveva insultato il presidente Garrone. Confinata in campionato a posizioni di media classifica, la compagine doriana patisce inoltre il fallimento in Europa League. Persa inoltre nel mercato invernale la sua coppia d'attacco, con Pazzini e Cassano che si trasferiscono entrambi a Milano, la squadra finisce nei bassifondi del campionato. A condannarla in senso matematico è la sfida con il Palermo della penultima giornata, incrocio che l'anno prima era stato decisivo per l'Europa. Il 2-1 dei rosanero, unito alla vittoria del Lecce contro il Bari, spinge i blucerchiati in B a 12 anni dall'ultima retrocessione.

#### 2011-2012: la pronta risalita
Per tentare l'immediata risalita, la Sampdoria scommette su Gianluca Atzori. Il tecnico viene però esonerato a causa del deludente avvio in campionato, che porta i liguri nella metà destra della classifica. Gli subentra così Giuseppe Iachini che, grazie anche ai corposi investimenti nel mercato di gennaio, riesce a far risalire la china ai liguri.

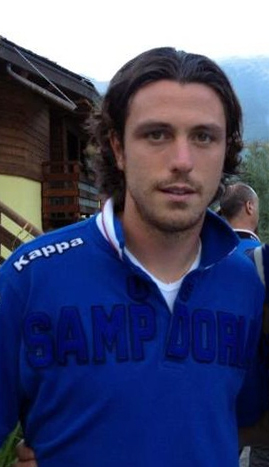
Nicola Pozzi, attaccante doriano dal 2009 al 2014, e protagonista del ritorno in Serie A nella stagione 2011-2012.

L'obiettivo del sesto posto, con la conseguente partecipazione ai play-off, viene raggiunto grazie ad un gol del giovane Mauro Icardi: l'argentino, al suo debutto, segna infatti la rete decisiva contro la Juve Stabia. Nella semifinale del play-off, i genovesi hanno la meglio sul Sassuolo con il punteggio totale di 3-2. La promozione, dopo soli 12 mesi, viene poi conquistata battendo il Varese: i doriani vincono 3-2 all'andata, per poi imporsi di misura nella gara di ritorno (0-1).

#### 2012-2014: le due salvezze consecutive con Garrone
Il campionato 2012-13, con Delio Rossi in panchina, inizia con un punto di penalizzazione, che la squadra annulla subito vincendo in casa del Milan. In chiusura del girone di andata, arriva inoltre la vittoria per 2-1 contro i campioni d'Italia della Juventus. Le reti che piegano i bianconeri sono segnate da Icardi, che in questa stagione fa conoscere il proprio nome al calcio italiano. Nel febbraio 2013 Edoardo Garrone sostituisce alla presidenza suo padre, deceduto ad inizio anno. I doriani festeggiano una tranquilla salvezza, togliendosi tra l'altro la soddisfazione di battere ancora la Juventus all'ultima giornata.
Anche dopo la cessione di Icardi all'Inter, nel campionato 2013-14 i genovesi bissano la salvezza.

#### 2014-2020: la presidenza Ferrero, dal successo alle prime difficoltà

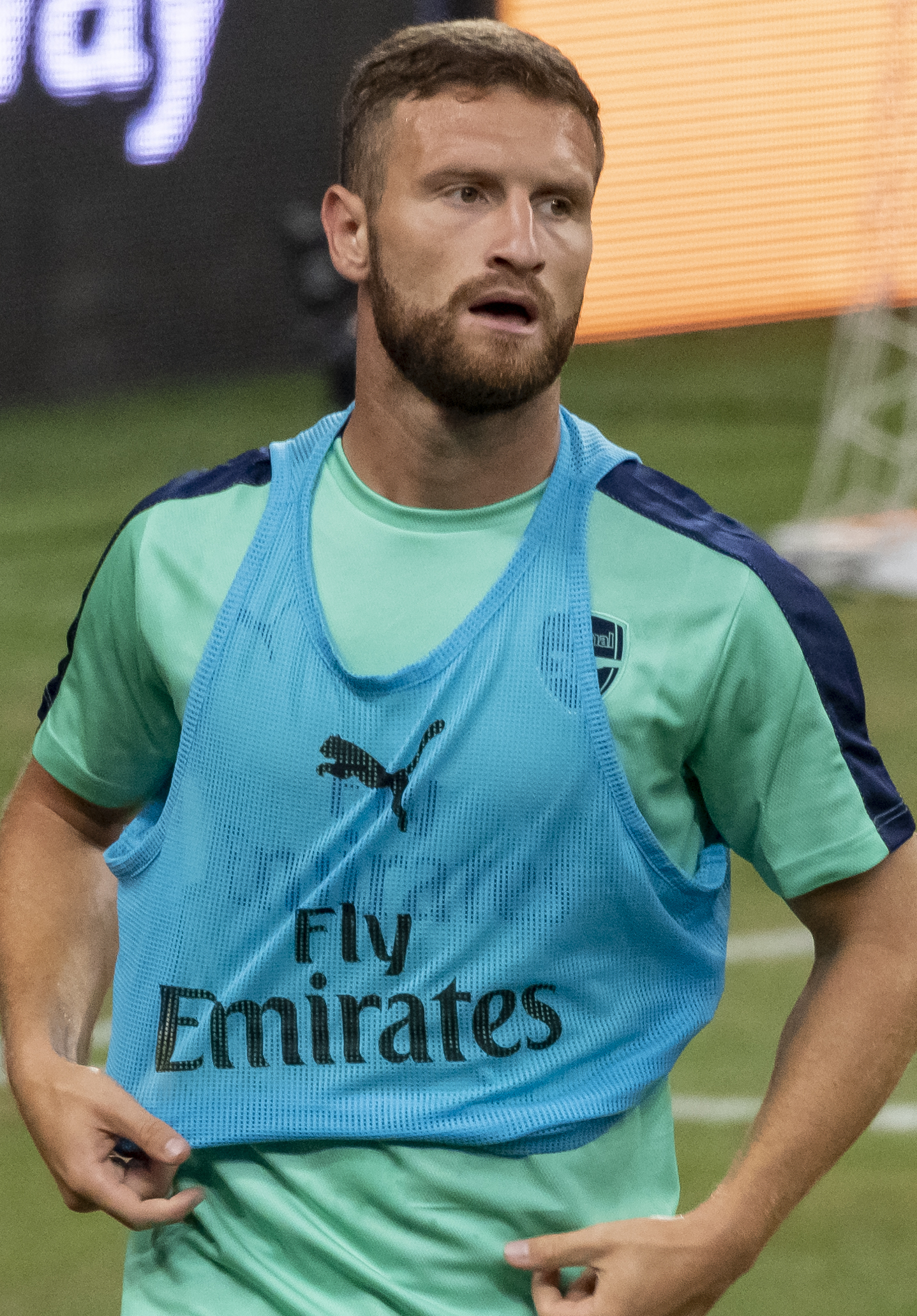
Il difensore Shkodran Mustafi, a Genova nel biennio 2012-2014, culminato nel titolo mondiale con la nazionale tedesca.

Nell'estate 2014, su pressioni del resto della famiglia Garrone-Mondini, Edoardo Garrone annuncia la cessione a titolo gratuito del pacchetto di controllo dell'Unione Calcio Sampdoria all'unico acquirente che si era presentato, la Sport Spettacolo Holding srl dell'imprenditore romano Massimo Ferrero, che subentra così alla San Quirico spa; lo stesso Ferrero è nominato presidente. La nuova gestione, pur accollandosi i debiti pregressi, beneficia altresì di una dote della proprietà uscente (che per qualche tempo mantiene l'1% delle quote societarie) di circa 65,4 milioni di euro, finalizzati a garantire la continuità aziendale.
Il nuovo proprietario (che tra l'altro si dice determinato a dotare il club di uno stadio di proprietà) si connota immediatamente per il proprio carattere istrionico ed esuberante, del tutto agli antipodi rispetto alla misurata pacatezza dei precedenti patron doriani, che in un primo momento gli vale una vasta popolarità anche al di fuori dell'ambito calcistico.
I risultati del campionato vedono i blucerchiati concorrere – a sorpresa – per un posto in Europa League, superando in classifica le milanesi. Grazie anche alle vicende giudiziarie dei cugini genoani, cui non viene riconosciuta la licenza Uefa, la Sampdoria accede ai preliminari del torneo con il settimo posto. La stagione 2015-16 si apre tuttavia con la precoce eliminazione europea già ad agosto, per mano del Vojvodina. La partenza stentata del campionato costa la panchina a Walter Zenga, sostituito da Vincenzo Montella alla sosta di novembre; l'ex attaccante doriano conduce la squadra alla salvezza, con appena 2 punti in più del Carpi terz'ultimo.
Nel 2016-17, allenati da Marco Giampaolo, i genovesi chiudono in decima posizione.. Anche nella stagione successiva, sempre allenata da Giampaolo, arriverà al 10º posto, nonostante una prima parte di campionato condotta sempre nelle zone europee. Nella stagione 2018-2019, la squadra cercherà fino all'ultimo di guadagnarsi un posto nelle coppe europee, non riuscendoci e terminando la stagione al 9º posto. Riesce, però, a togliersi la soddisfazione di avere un proprio giocatore, Fabio Quagliarella, a vincere la classifica dei marcatori con 26 reti. Al termine della stagione Giampaolo lascia la squadra genovese, dopo 3 anni caratterizzati da buon gioco e col merito di aver lanciato molti giocatori come Lucas Torreira, Bruno Fernandes, Patrick Schick, Milan Škriniar, Luis Muriel, Duván Zapata e Dennis Praet.
Per la stagione 2019-2020 la Sampdoria punta sull'allenatore Eusebio Di Francesco, che però rescinde il contratto dopo appena 7 giornate, con la squadra all'ultimo posto con soli 3 punti e in piena zona retrocessione. In sua sostituzione arriva Claudio Ranieri che riesce a salvare la squadra con 4 giornate d'anticipo e concludendo la stagione al 15º posto con 42 punti, nonostante le difficoltà provocate dalla pandemia del COVID-19, durante la quale la squadra genovese rimase la più colpita della Serie A con 11 giocatori contagiati. Con la conferma di Ranieri, la stagione successiva viene trascorsa tranquillamente, navigando in zone di classifica sempre lontane dalla zona retrocessione: la Sampdoria conclude il campionato al 9º posto con 52 punti, dopodiché il tecnico romano (che pure aveva trattato il rinnovo col club) annuncia le dimissioni.

### Anni 2020

#### 2020-2023: crisi e fine dell'era Ferrero

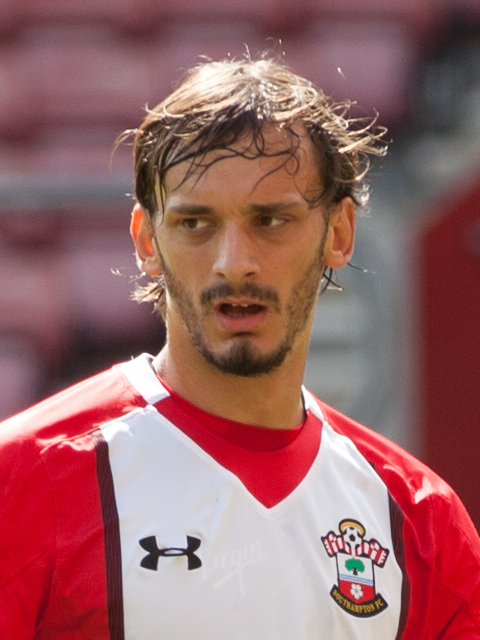
Manolo Gabbiadini, a Marassi in due periodi dal 2013 al 2023, e tra i punti fermi della squadra nell'era Ferrero.

Nel mentre il club vede un progressivo deterioramento della propria situazione societaria: nel 2019 era infatti saltata una trattativa (caldeggiata anche dall'ex patron Edoardo Garrone) per la cessione della Sampdoria a una cordata con base negli Stati Uniti, rappresentata dall'ex giocatore blucerchiato Gianluca Vialli. Tale rovescio si somma all'esaurimento delle risorse che la società aveva avuto a disposizione nel 2014 a garanzia della continuità aziendale, ai contraccolpi della crisi pandemica e alle vicissitudini del patron Massimo Ferrero, che nel dicembre 2021 si dimette dalla presidenza (a succedergli viene nominato l'ex giocatore Marco Lanna) a seguito del suo arresto e del successivo rinvio a giudizio per alcuni illeciti legati ad altre società di sua proprietà. Un anno prima, tuttavia, Ferrero aveva affidato le azioni della Sport Spettacolo Holding (controllante dell'U.C. Sampdoria) al cosiddetto trust Rosan, sotto la gestione del trustee Trust Services srl, amministrata e controllata dal proprio "uomo di fiducia" Gianluca Vidal, così da separare la società calcistica dal resto delle sue attività e allo scopo dichiarato di addivenire alla sua cessione, anche allo scopo di reperire fondi con cui tamponare la crisi di altre sue società in regime di concordato.
In questa situazione, la squadra (costruita con poche risorse) disputa una stagione 2021-2022 di basso livello, rischiando concretamente la retrocessione, poi evitata dall'avvicendamento in panchina tra Roberto D'Aversa e il rientrante Marco Giampaolo, che ottiene infine il 15º posto.

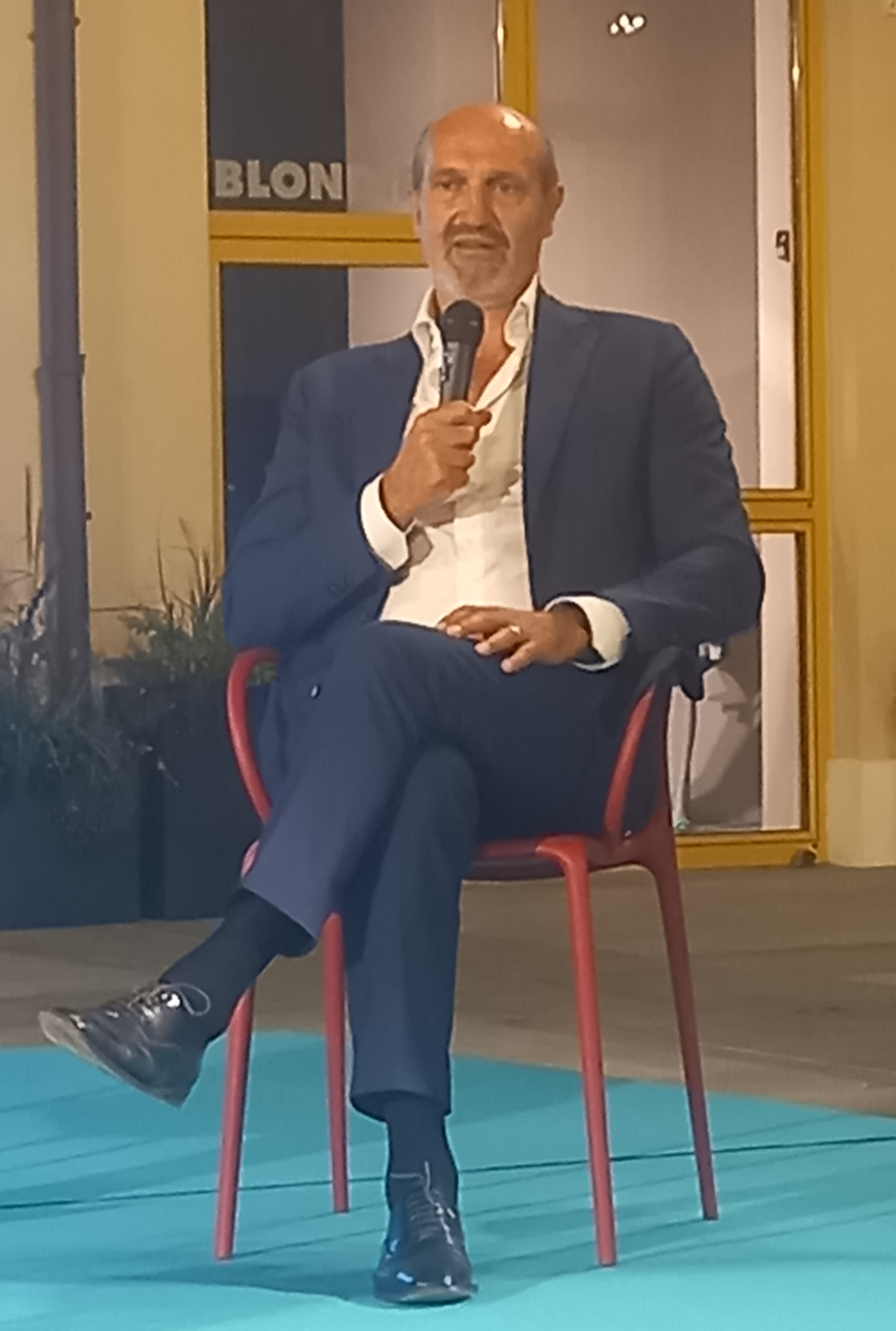
Marco Lanna, presidente della società dal 2021 al 2024: già giocatore blucerchiato, crebbe nel vivaio fino ad arrivare in prima squadra in coincidenza con i successi dell'era Mantovani.

La crisi societaria diviene anche sportiva nell'annata 2022-2023, che vede la Sampdoria fin da subito confinata agli ultimi tre posti: l'esonero di Giampaolo in favore di Dejan Stanković non eviterà ai blucerchiati la matematica retrocessione in Serie B con quattro giornate d'anticipo sulla fine del campionato. Parallelamente, ai primi del 2023 il club, di cui è ormai palese la situazione economica pesantemente deficitaria, al punto di avere difficoltà nell'adempiere agli obblighi verso i dipendenti, chiede e ottiene dal Tribunale di Genova l'apertura di una composizione negoziata di 120 giorni per tentare di ristrutturare il debito (quantificato a marzo 2023 in circa 200 milioni di euro) e trovare un compratore. Il CdA guidato dal presidente Lanna dialoga con diversi potenziali investitori, cercando al contempo (anche su indicazione di questi ultimi) di trovare soluzioni per ristrutturare il debito e effettuare un aumento di capitale, anche con risorse esterne (ipotesi, quest'ultima, osteggiata in prima persona da Ferrero). 
La situazione fa poi montare l'indignazione della tifoseria, che mette in pratica vari atti dimostrativi sia contro Ferrero e altri membri dell'organigramma, sia contro Edoardo Garrone e i familiari, accusati di aver ceduto la Sampdoria senza adeguatamente verificare la serietà dell'acquirente e di essere reticenti nel correre in soccorso della società, sia anche contro gli organi di governo del calcio italiano.
In soccorso della società (che a maggio arriva al punto di rischiare concretamente l'estromissione dai campionati e la cessata attività) intervengono Gestio Capital e Aser Holding, nelle persone dei titolari Matteo Manfredi e Andrea Radrizzani (ex patron del Leeds Utd), che tramite la newco Blucerchiati s.r.l. ottengono una parziale ristrutturazione del debito e sottoscrivono un prestito obbligazionario convertibile in azioni (grazie al quale viene tolta la maggioranza azionaria alla Sport Spettacolo Holding di Massimo Ferrero) per un valore massimo di 30 milioni di euro, che consente al CdA della Sampdoria di effettuare una ricapitalizzazione e iscrivere la squadra al campionato di Serie B 2023-2024. Nell'agosto 2023 la controllante Blucerchiati diviene una società per azioni e passa integralmente nelle mani di Gestio Capital: il contestuale rinnovo del CdA vede la conferma di Marco Lanna alla presidenza e l'ingresso di Manfredi tra i consiglieri.

#### La presidenza Manfredi

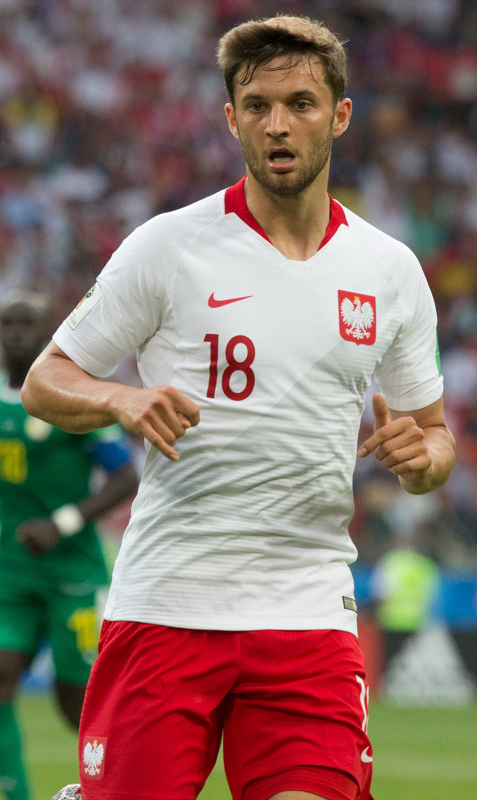
Bartosz Bereszyński, capitano della Sampdoria che scampò alla retrocessione in Serie C nella stagione 2024-2025.

Il 30 giugno 2023 la proprietà Blucerchiati SrL regolarizza l'iscrizione al campionato di Serie B 2023-2024; la squadra viene allestita tenendo conto dei problemi economici-finanziari causati dalla proprietà precedente, che comportano il dover operare sul mercato coi limiti imposti dall'indice di liquidità decretato dal Tribunale di Genova. La rosa di riflesso si rivela piuttosto giovane (circa 24 anni di media), come giovane è l'allenatore cui viene affidata, Andrea Pirlo. Il campionato (nel quale i blucerchiati scontano anche 2 punti di penalizzazione per il mancato versamento di ritenute Irpef e contributi Inps dovuti alla proprietà Ferrero) vede la squadra invischiata nelle zone basse della classifica, anche a causa di numerosi infortuni. Con una rimonta negli ultimi mesi di campionato, la Sampdoria riesce a raggiungere la qualificazione ai play-off, dove però viene eliminata al turno preliminare dal Palermo. Nel frattempo, il 4 marzo 2024 Matteo Manfredi (divenuto di fatto titolare unico delle quote della Samp – salvo la minuscola fetta di azioni in mano ai piccoli investitori) era stato eletto ufficialmente nuovo presidente del club genovese, subentrando al dimissionario Marco Lanna.
In vista della stagione successiva la società ingaggia Pietro Accardi come direttore sportivo e rinnova profondamente la rosa, acquisendo 16 nuovi calciatori, tra i quali spiccano i nomi di Gennaro Tutino e Massimo Coda, attaccanti tra i più prolifici della "serie cadetta"; nel complesso, la squadra si presenta sulla carta sensibilmente più esperta, con un'età media di circa 28 anni. In panchina viene confermato Pirlo, che tuttavia sconta un avvio insoddisfacente in campionato, venendo esonerato in favore di Andrea Sottil; quest'ultimo verrà a sua volta sollevato dall'incarico tre mesi dopo, non essendo riuscito a invertire il trend delle scarse prestazioni offerte dalla squadra, con la sola eccezione del passaggio del turno in Coppa Italia, vinto nel derby contro i sovracategoria del Genoa (la Samp sarà poi eliminata al turno successivo, per 4-1, dalla Roma). A Sottil subentra Leonardo Semplici, che beneficia altresì di un calciomercato invernale che porta in blucerchiato, tra gli altri, M’Baye Niang, Alessio Cragno e Rémi Oudin; nuovamente, al cambio in panchina e alle operazioni di mercato non fa riscontro un miglioramento dei risultati: soprattutto nel girone di ritorno, la Sampdoria staziona perennemente nella parte bassa della classifica. I rovesci in campionato fanno altresì montare nuovamente la rabbia della tifoseria, che contesta pesantemente squadra e dirigenza. Ai primi di aprile la società solleva dall'incarico sia Semplici che il DS Accardi, sostituendoli rispettivamente con Alberico Evani (coadiuvato dal vice Attilio Lombardo) e Andrea Mancini, figlio della bandiera Roberto, a sua volta accostato al club come consulente, ma senza ruoli formali. Nonostante il promettente esordio battendo il Cittadella, il rendimento della Sampdoria non migliora e, dopo il pareggio a reti bianche dell'ultimo turno sul campo della Juve Stabia, per i blucerchiati si materializzerebbe la prima retrocessione in Serie C della loro storia. Tuttavia, pochi giorni dopo la fine della stagione regolare, una penalizzazione comminata al Brescia fa avanzare la Sampdoria al diciassettesimo posto, l'ultimo utile per la disputa dei play-out: il doppio confronto con la Salernitana vede prevalere i liguri per 2-0 all'andata e per 0-3 a tavolino – a seguito delle intemperanze dei tifosi granata – al ritorno, permettendo così di mantenere la categoria.